# Regionaler Naturpark Périgord-Limousin
Der Regionale Naturpark Périgord-Limousin (frz. Parc naturel régional Périgord-Limousin) wurde am 9. März 1998 gegründet. Er besteht aus 78 Gemeinden in den Départements Dordogne und Haute-Vienne und umfasst eine Fläche von 1800 km² sowie einen Siedlungsbereich von 49.661 Einwohnern.

## Geographie

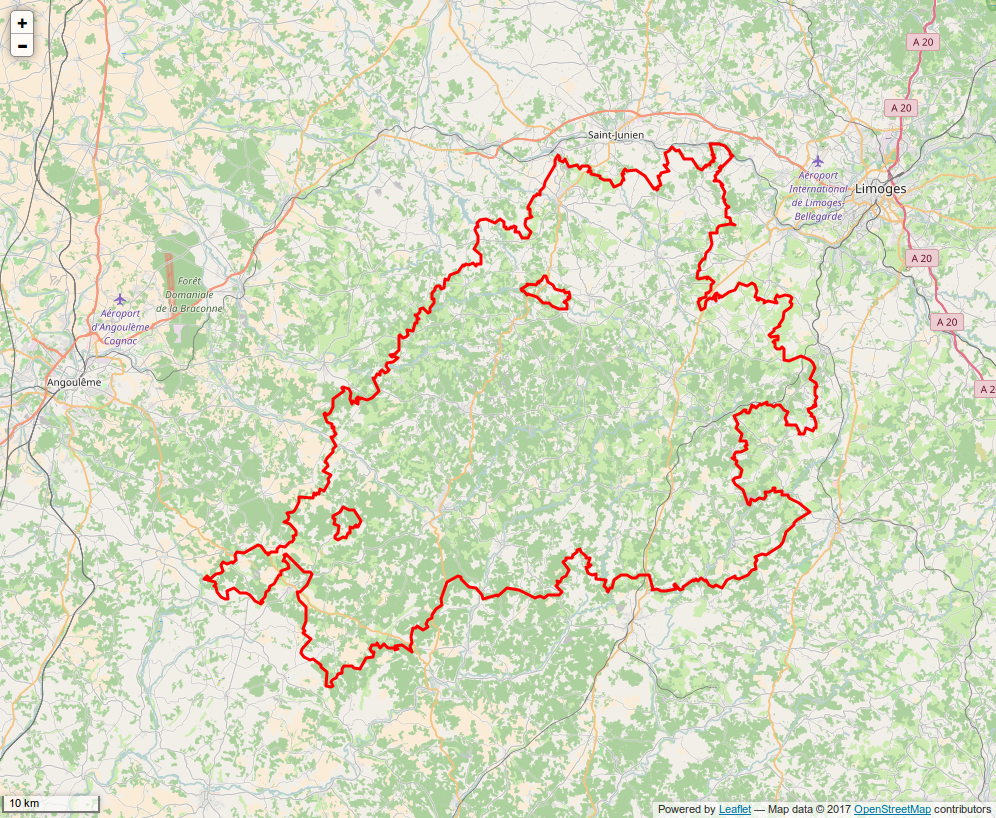
Umriss des Parks in Rot

Der Regionale Naturpark umfasst Gemeinden aus drei Wahlkreisen (Kantonen) des Départements Dordogne:
- Kanton Périgord Vert Nontronnais
- Kanton Thiviers
- Kanton Brantôme

sowie Gemeinden aus zwei Wahlkreisen (Kantonen) des Départements Haute-Vienne:
- Kanton Saint-Yrieix-la-Perche
- Kanton Rochechouart.

Zu den 78 Gründungsgemeinden sind noch sechs weitere hinzuzufügen, die als Zugangsorte mit dem Park assoziiert sind:
- Aixe-sur-Vienne,
- Brantôme,
- Nexon,
- Saint-Junien,
- Saint-Yrieix-la-Perche,
- Thiviers.

Außerdem ist das im Département Charente gelegene Gebiet Lacs de Haute-Charente mit seinen beiden Stauseen Lac de Lavaud und Lac du Mas Chaban mit dem Park eine Assoziation eingegangen.
Die Parkverwaltung hat ihren Sitz in einer ehemaligen Schmiede in der Gemeinde La Coquille, im Ort La Barde (45° 33′ 24″ N, 1° 0′ 14″ O), während das Besucherzentrum in Pageas liegt.

### Landschaften

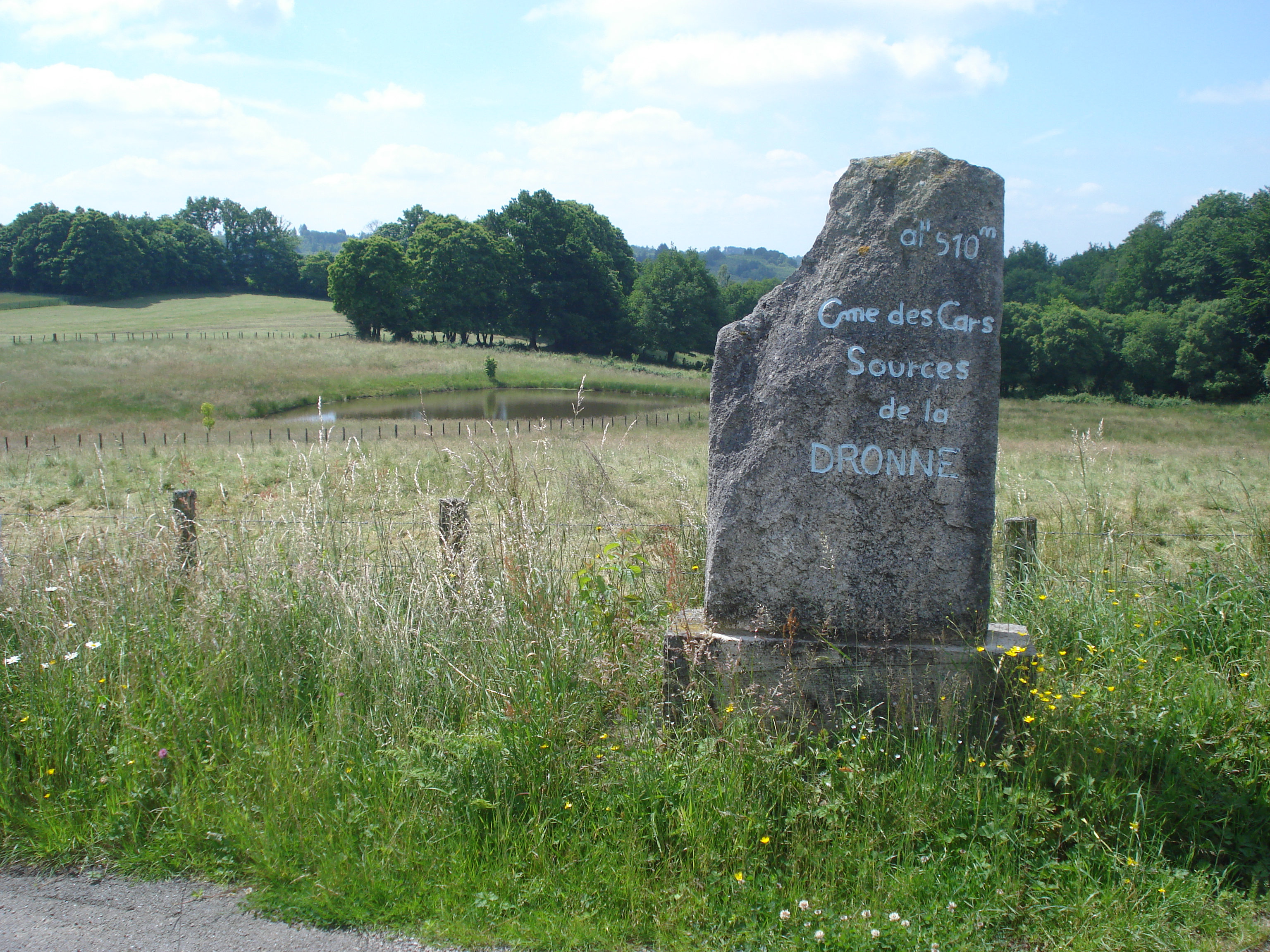
Die Quelle der Dronne im Granitmassiv von Nexon-Les Cars im Ostteil des Naturparks

Die Höhenlagen im Naturpark reichen von 85 Meter an der Nizonne bei La Rochebeaucourt-et-Argentine bis auf 556 Meter bei Courbefy südöstlich von Bussière-Galant. Der Naturpark umfasst daher mehrere Landschaftstypen, wie beispielsweise Moore bei Champagnac-la-Rivière, Bocage, Feuchtwiesen an Wasserläufen, sowie Kastanien- und Eichenwälder. Südlich von Mareuil gibt es Heidegebiete und Trockenwiesen. Im Park finden sich auch zahlreiche Weiher und kleinere Seen. Er wird von kleineren Flüssen, die meist alle in ihm entspringen, durchflossen. Darunter sind zu erwähnen Arthonnet, Bandiat, Charente, Côle, Dronne, Gorre, Grêne, Nizonne und Tardoire. Die Isle hat als einziger Fluss im Naturpark ihre Quelle außerhalb des Parks.
Die Flussläufe gehören zu drei Einzugsgebieten: zur Dordogne südlich des Parks, zur Vienne im Norden und zur Charente im Nordwesten.

### Klima
Das Klima ist gemäßigt, weist jedoch teilweise starke standortsbedingte Unterschiede auf. Im Nordosten des Parks herrscht generell ein kontinentales, im Südwesten jedoch ein atlantisches Klima. Vereinzelte begünstigte Hanglagen können sogar ein submediterranes Klima verbuchen.
Zur Veranschaulichung die Klimadaten einer Wetterstation bei Milhaguet (Höhe 354 Meter ü. N.N.) im Département Haute-Vienne (Durchschnittswerte der letzten fünf Jahre).
Temperaturverteilung in °C:
Die Jahresmitteltemperatur der letzten 5 Jahre lag bei 11,1 °C, bei einer jährlichen Niederschlagsmenge von 1053,6 Millimeter. Anzumerken hierbei ist, dass die letzten Jahre überdurchschnittlich feucht waren.

## Geologie

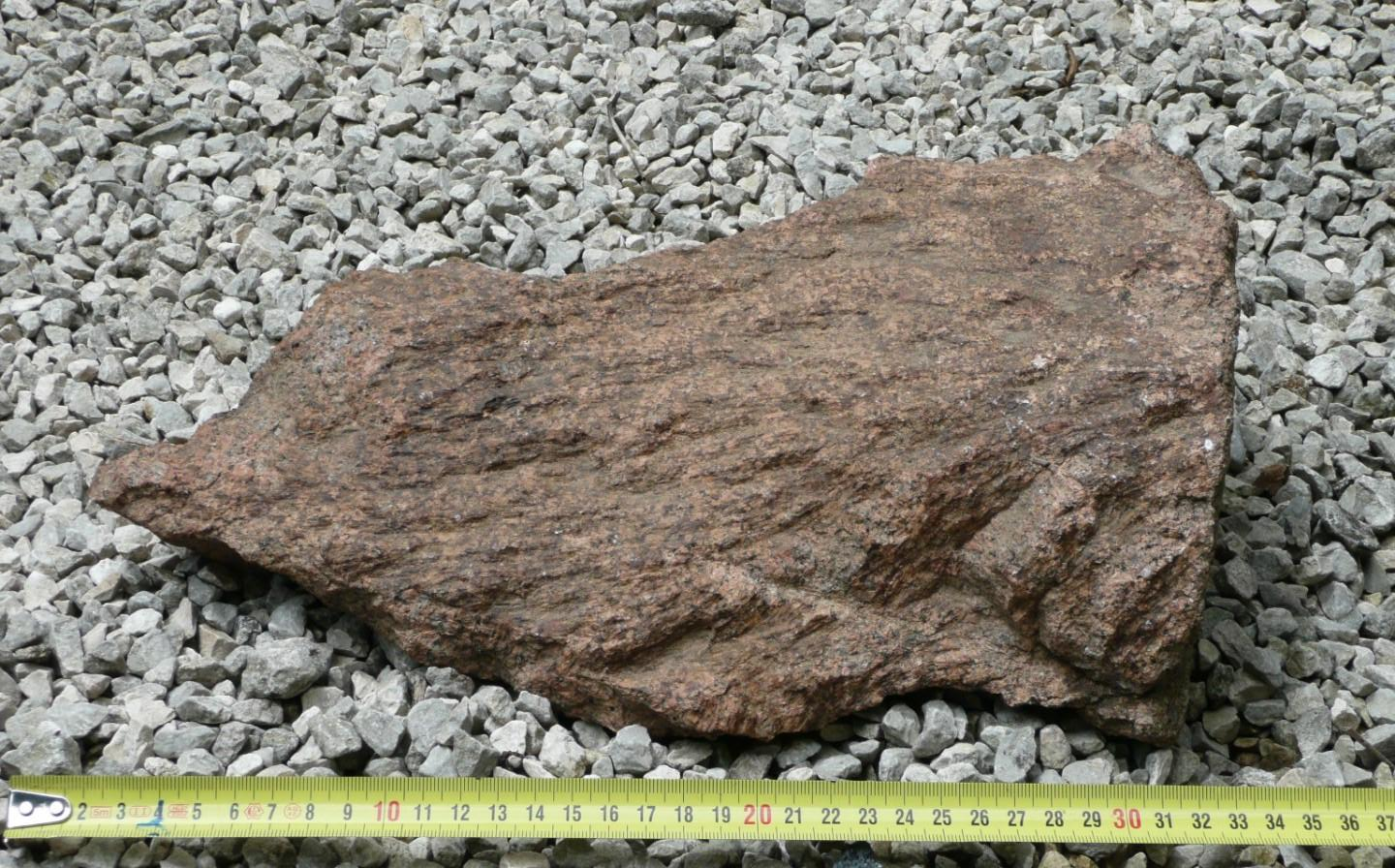
Strahlenkegel aus dem Krater von Rochechouart-Chassenon

Der Naturpark gehört geologisch zu zwei sehr unterschiedlichen Terranen: der Hauptteil nordöstlich der Linie Varaignes – Nontron – Saint-Pardoux-la-Rivière – Thiviers ist Teil des variszischen Grundgebirges des Massif Central. Der wesentlich kleinere Südwestteil wird aus den mesozoischen und känozoischen Sedimentgesteinen des Aquitanischen Beckens aufgebaut. Die Grenze zwischen den beiden Terranen wird meist durch größere Störungen markiert, die ihren Ausdruck in Höhenunterschieden finden. Das Grundgebirge liegt meist wesentlich höher als die Sedimente des Beckens.
Das Grundgebirge besteht hauptsächlich aus Gneisen, Glimmerschiefern, Granitoiden, vereinzelt finden sich auch Amphibolite und Serpentinite. Die Sedimentgesteine setzen mit einer Transgression im Lias ein (Konglomerate, Arkosen, Dolomite, Schiefertone), während des Doggers bildete sich ein Kalkriffzug aus Ooiden und im Malm wurden dichte, feinkörnige Fossilkalke abgelagert. Anschließend zog sich das Meer zurück. Erst in der Oberkreide, im Cenomanium kehrte das Meer wieder und sedimentierte bis ins Maastrichtium fossilreiche Kreidekalke. Am Ende der Kreide erfolgte die letzte Regression. Seit diesem Zeitpunkt ist das Gebiet des Naturparks kontinental. Im Zusammenhang mit den Gebirgsbildungsprozessen der Alpen und insbesondere der Pyrenäen erlebte das Grundgebirge des Massif Central im Zeitraum Eozän bis Oligozän eine deutliche Heraushebung. Als Folge kam es zu Reliefverjüngung und zur Schüttung von Konglomeraten und Sandsteinen, die als langgezogene Fächer weit aus dem Massif herausziehen. Seit dem Pleistozän hat sich die Erosionstätigkeit, bedingt durch die verschiedenen Eiszeiten, erneut erhöht – so hat die Dronne seit dem Beginn des Pleistozäns ihren Lauf flussabwärts von Brantôme um 100 Meter abgesenkt.
Eine geologische Besonderheit im Naturpark stellt der Einschlag eines Meteoriten bei Rochechouart in der Oberen Trias (vor zirka 214 Millionen Jahren) dar. Er hinterließ einen Krater von mehr als 21 Kilometer Durchmesser und zerstörte im weiten Umkreis jegliches Leben. Vom eigentlichen Krater ist nichts mehr erhalten geblieben, zu sehen sind hauptsächlich noch Auswurfbrekzien, Suevite und Strahlenkegel.

### Minerale im Naturpark

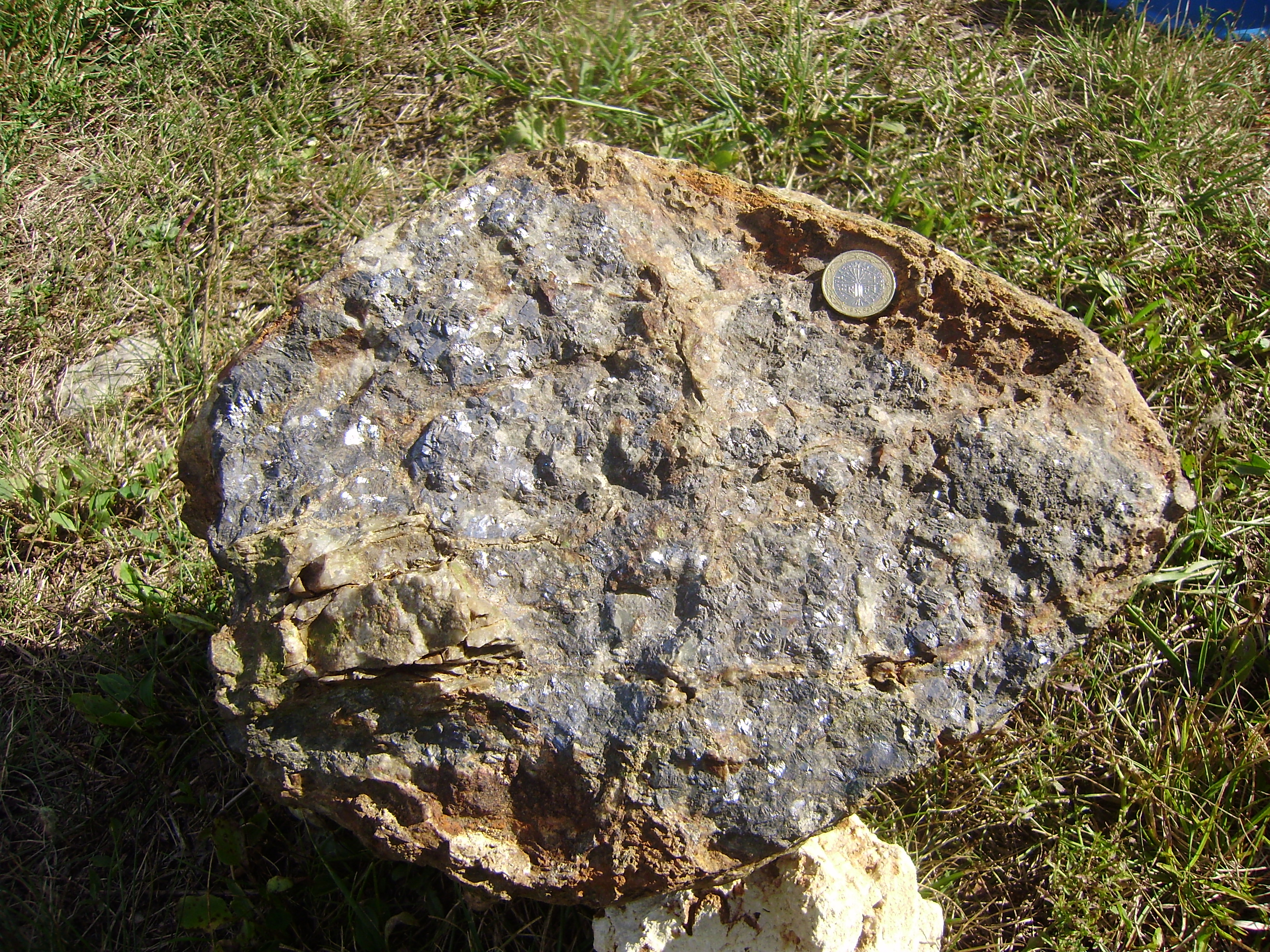
Massiver Bleiglanz aus einem Quarzgang des feinkörnigen, hornblendeführenden Piégut-Pluviers-Granodiorits. Mine du Cantonnier, südöstlich von Nontron.

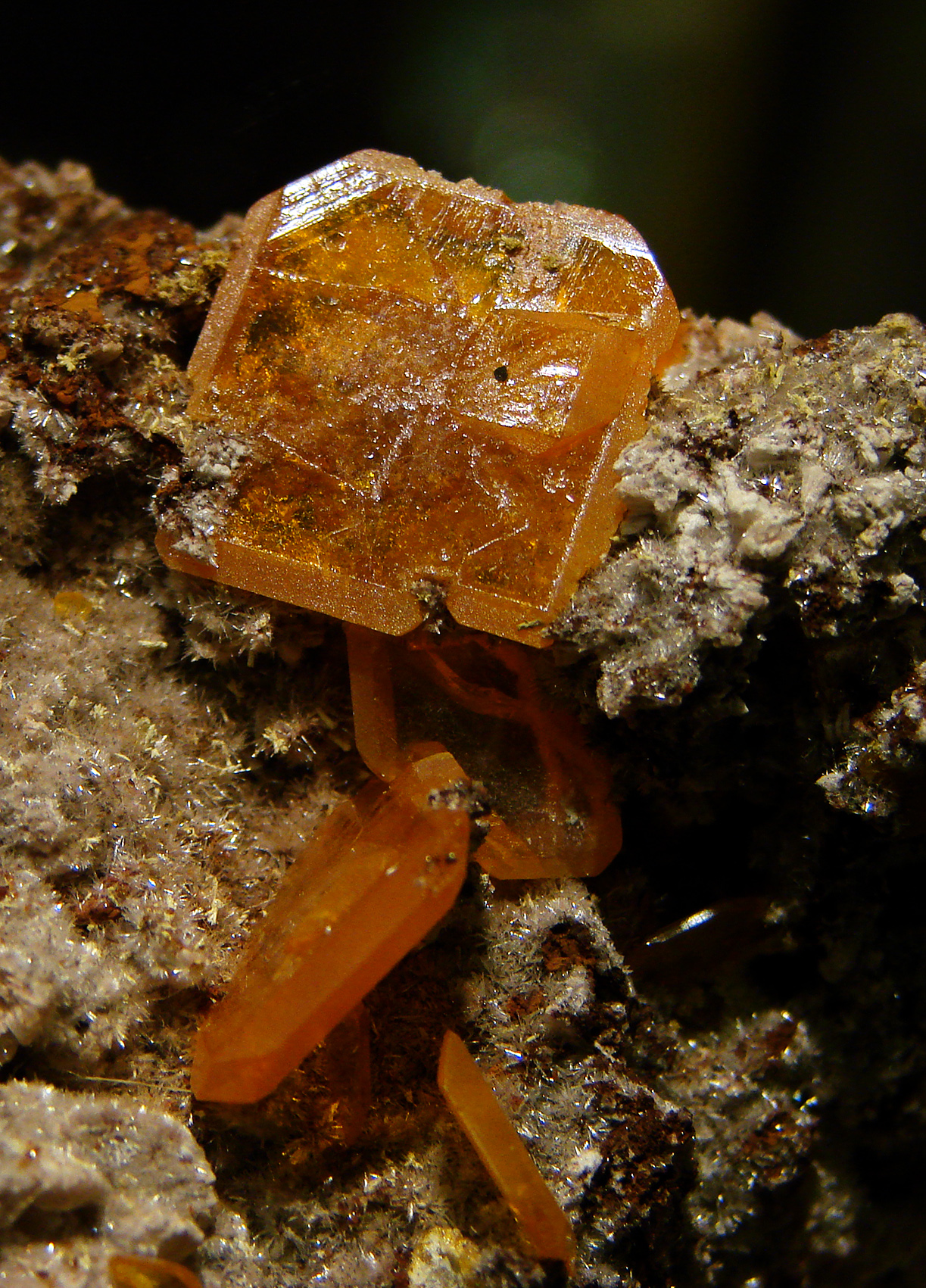
Wulfenit

Neben den gängigen Mineralen Quarz, Alkalifeldspat, Plagioklas, Biotit, Muskovit sowie Calcit, Dolomit und Gips finden sich auch etwas seltenere Stufen wie Aktinolith, Allanit, Andalusit, Antigorit, Apatit, Arsenopyrit, Baryt, Bleiglanz, Cassiterit, Chalcedon, Chalkopyrit, Chlorit, Chromit, Chrysotil, Cordierit, Kyanit (Disthen), Epidot, Goethit, Granat, Graphit, Hämatit, Hornblende, Ilmenit, Kaolinit, Klinopyroxen, Limonit, Magnetit, Manganit, Markasit, Montmorillonit, Prehnit, Psilomelan, Pyrit, Pyrolusit, Pyrrhotin, Rutil, Sillimanit, Sphalerit, Staurolith, Titanit, Turmalin und Zirkon. Es kommen auch sehr seltene Minerale wie beispielsweise Anglesit, Autunit, Beryll, Cerussit, Covellin, Greenockit, Krokoit, Nontronit, Pyromorphit, Scheelit, Silber, Stibnit und Wulfenit sowie extrem seltene Minerale wie Torbernit (Chalkolith), Dundasit, Embreyit, Hisingerit, Leadhillit, Mimetesit, Ozokerit und Vauquelinit vor.

### Rohstoffe

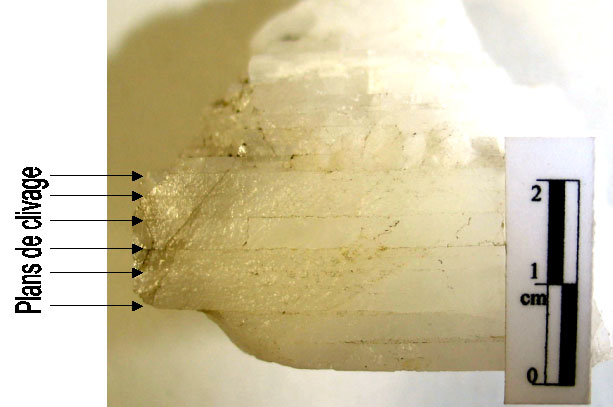
Ultrapurer Quarz von Saint-Paul-la-Roche

Eine Kuriosität ist ein ultrapures Vorkommen von Quarz bei Saint-Paul-la-Roche mit parallelen C-Flächen unter Ausbildung eines C/S-Gefüges. Das ungewöhnliche Gefüge wurde ursprünglich mit dem Meteoriteneinschlag bei Rochechouart in Verbindung gebracht, stellte sich aber als rein tektonischen Ursprungs heraus. Das Vorkommen ist mittlerweile total erschöpft, aufgrund der intensiven Nachfrage durch die Computerindustrie und die NASA.
Bei Nontron und Saint-Pardoux-la-Rivière wurde in den letzten beiden Jahrhunderten in Erzgängen Blei, Silber und Zink abgebaut. Eisen wurde ehemals aus kleineren Vorkommen in den eisenhaltigen Ablagerungen des Tertiärs, dem so genannten «Sidèrolithique», gewonnen. An ihrer Basis befinden sich manganreiche Lagen als Karstfüller, Grundlage für den Abbau auf Mangan, der aber ebenfalls eingestellt wurde.
Ferner sind folgende Metalle bekannt, die aber nie kommerziell abgebaut wurden:
- Antimon – im Pyrit bei Bussière-Galant
- Gold – im Arsenopyrit bei Bussière-Galant
- Kupfer – im Chalcopyrit und Covellin bei Saint-Pierre-de-Frugie
- Uran – im Autunit und Chalcolit bei Saint-Saud-Lacoussière
- Wolfram – im Scheelit bei Montibus, Gemeinde Mialet
- Zinn – im Cassiterit bei Cussac

Viele kleinere Pegmatitvorkommen fanden Verwendung in der örtlichen Porzellanmanufaktur.
Im Piégut-Pluviers-Granodiorit existierte einst ein Steinbruch, der dekorative Tür- und Fenstersteine gewann. Die Tonsteine aus dem Toarcium waren früher der Ausgangsstoff vieler kleinerer Ziegeleien. Die relativ weichen Kreidekalke aus dem Turonium wurden ehemals in vielen kleineren Steinbrüchen abgebaut, sie waren ein sehr beliebter Baustein. Heute sind jedoch alle diese bergbaulichen Unterfangen zum Stillstand gekommen, es existieren zwar im Park noch vereinzelte Steinbrüche, die aber nur noch Bruchwerk, Schotter sowie Kalkmehl für die Landwirtschaft herstellen.

## Flora

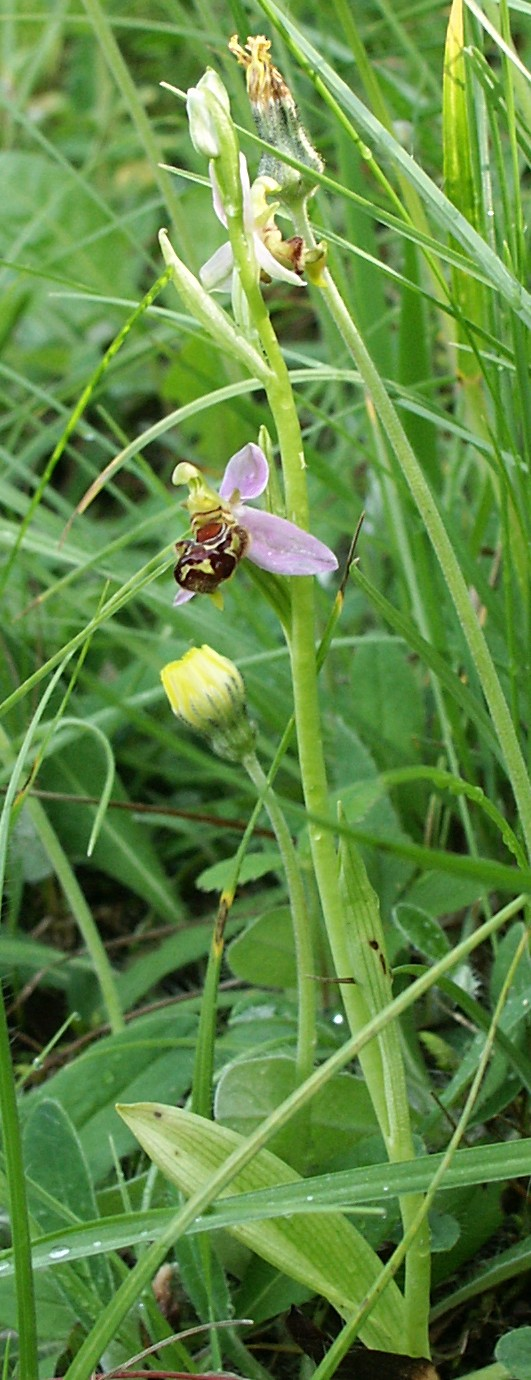
Bienen-Ragwurz

Der Naturpark weist sehr unterschiedliche Biotope auf und besitzt daher eine sehr abwechslungsreiche Flora, bemerkenswert sind die Orchideen mit 25 bisher bekannten Arten. Es wachsen Atlantisches Hasenglöckchen, Heckenkirschen, Klatschmohn, Kleinblütige Königskerze, Kornblume, Lungen-Enzian, Minzen, Nelkenwurzen, Rundblättriger Sonnentau (eine karnivore Pflanze), Schachtelhalm, Schöllkraut und Vielblütige Weißwurz. Unter den Orchideen sind zu nennen Bienen-Ragwurz, Fliegen-Ragwurz, Geflecktes Knabenkraut, Grüne Hohlzunge, Hundswurzen und Wanzen-Knabenkraut.
Es gedeihen auch sehr viele Pilze, darunter die sehr geschätzten Steinpilze, Totentrompete, Trüffel und Zuchtchampignon.
An Bäumen und Sträuchern treten auf: Apfelbaum, Edelkastanie, Eiche, Gemeine Esche, Gewöhnliche Robinie, Holunder, Mispel, Schlehdorn und Walnussbaum.

## Fauna
Im Naturpark leben über 40 Säugetierarten, darunter Baummarder, Dachs, Eichhörnchen, Europäischer Nerz, Fischotter, Fuchs, Gartenschläfer, Kleinfleck-Ginsterkatze, Reh, Rothirsch, Stacheligel, Steinmarder und Wildschwein.
Allein die Fledertiere weisen 12 Arten auf, darunter Große Hufeisennase, Kleine Bartfledermaus, Kleine Hufeisennase, Langohrfledermäuse, Mopsfledermaus und Zwergfledermäuse.

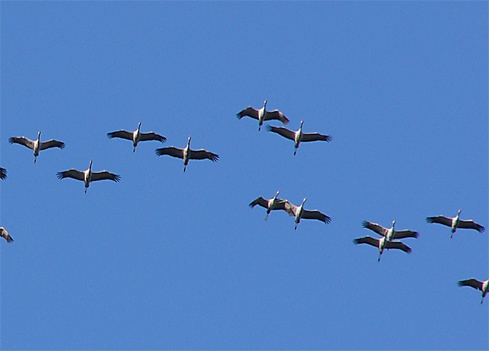
Ziehende Kraniche

Die Vögel sind mit 110 Arten vertreten, darunter Buntspecht, Dohle, Eisvogel, Hausrotschwanz, Kornweihe, Kuckuck, Mäusebussard, Nachtigall, Rebhuhn, Rotkehlchen, Schleiereule, Schwalben, Schwarzmilan, Schwarzspecht, Steinkauz, Teichralle, Turmfalke, Wespenbussard, Wiedehopf, Würger und Ziegenmelker. Der Naturpark liegt außerdem auf der Zugroute der Kraniche.
An Reptilien finden sich 12 Arten im Park, darunter Aspisviper, Mauereidechse, Ringelnatter und Westliche Smaragdeidechse.
Auch die Amphibien können 12 Arten aufweisen, beispielsweise Erdkröte, Europäischer Laubfrosch, Feuersalamander, Grasfrosch, Marmormolch und Springfrosch.
An Fischen sind zu nennen Bachneunauge, Elritze, Forelle und Groppe.
Auch zahllose Invertebraten sind gegenwärtig, beispielsweise Insekten wie Echte Grillen, Hirschkäfer, Kurzfühlerschrecken, Langfühlerschrecken, Libellen, Mistkäfer und Schmetterlinge sowie Dohlenkrebs und Flussperlmuschel.

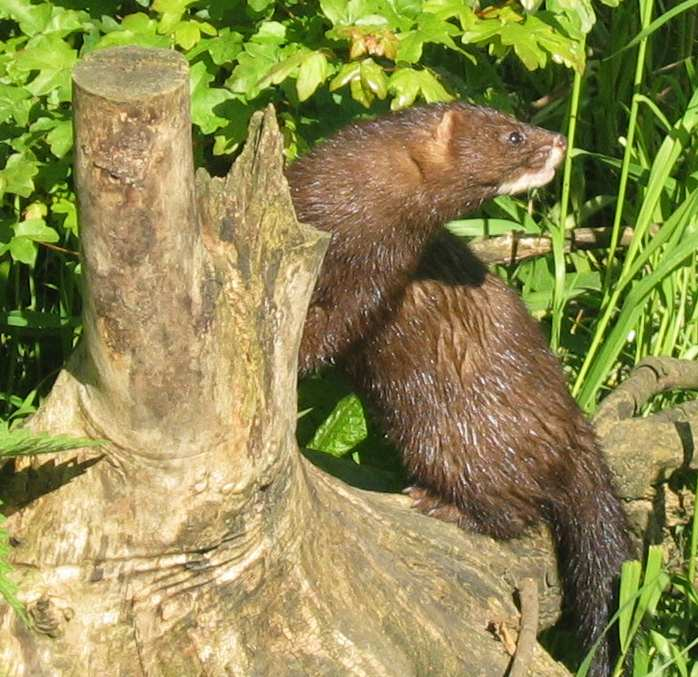
Europäischer Nerz
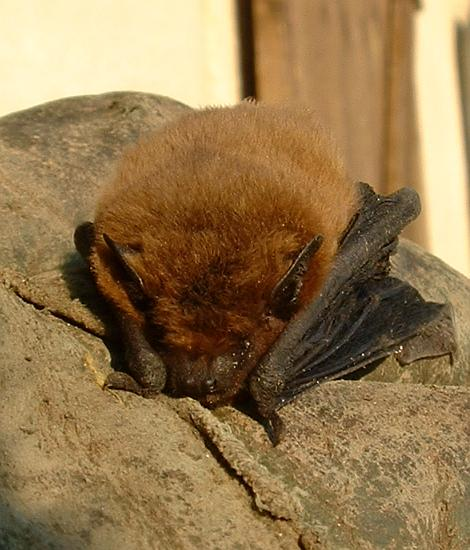
Zwergfledermaus
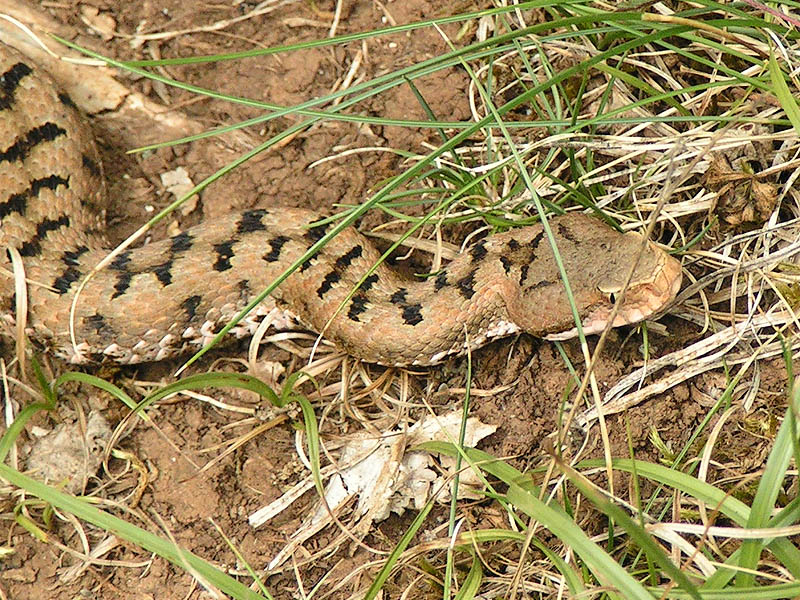
Aspisviper
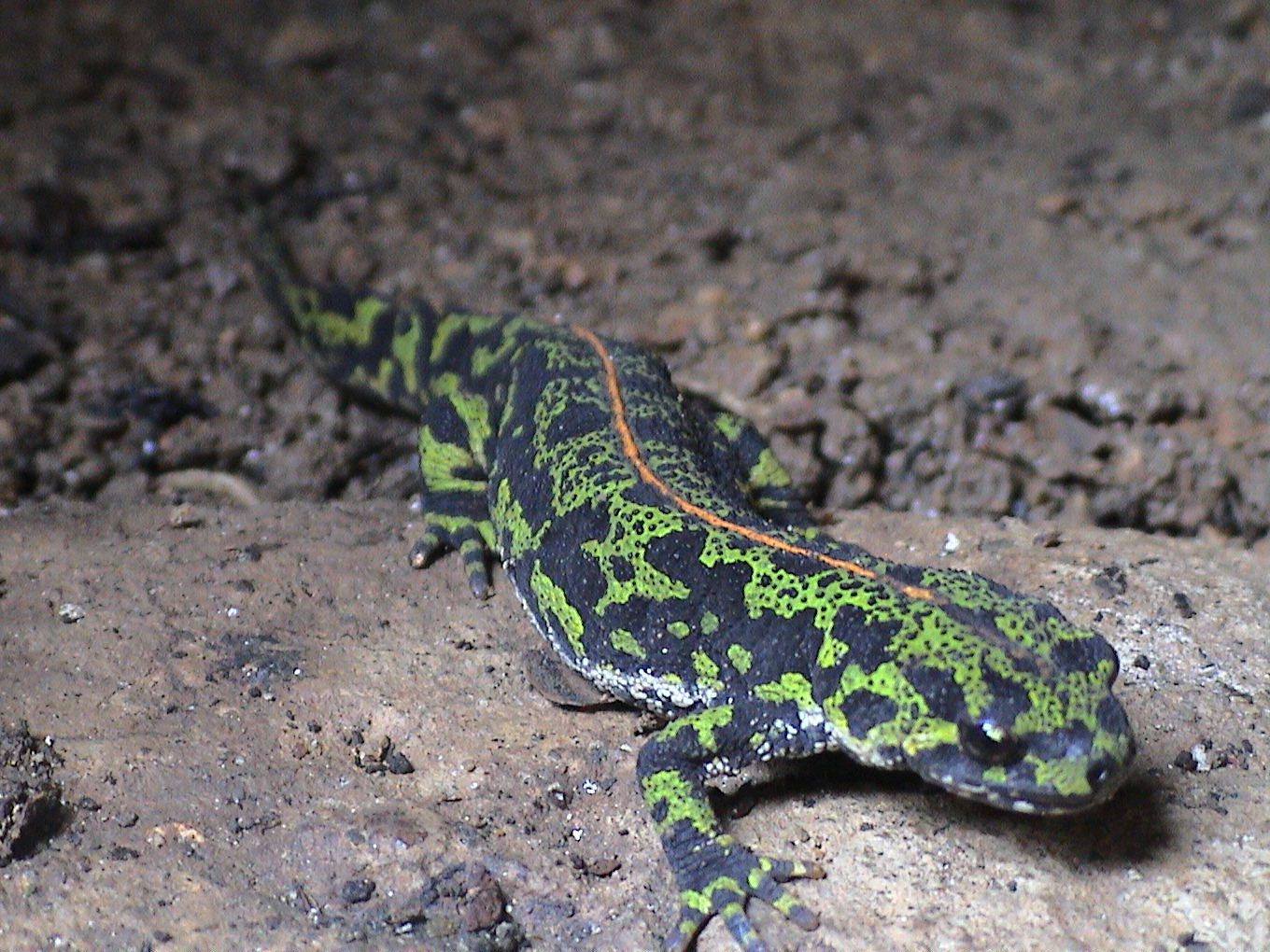
Marmormolch

## Ur- und Frühgeschichte

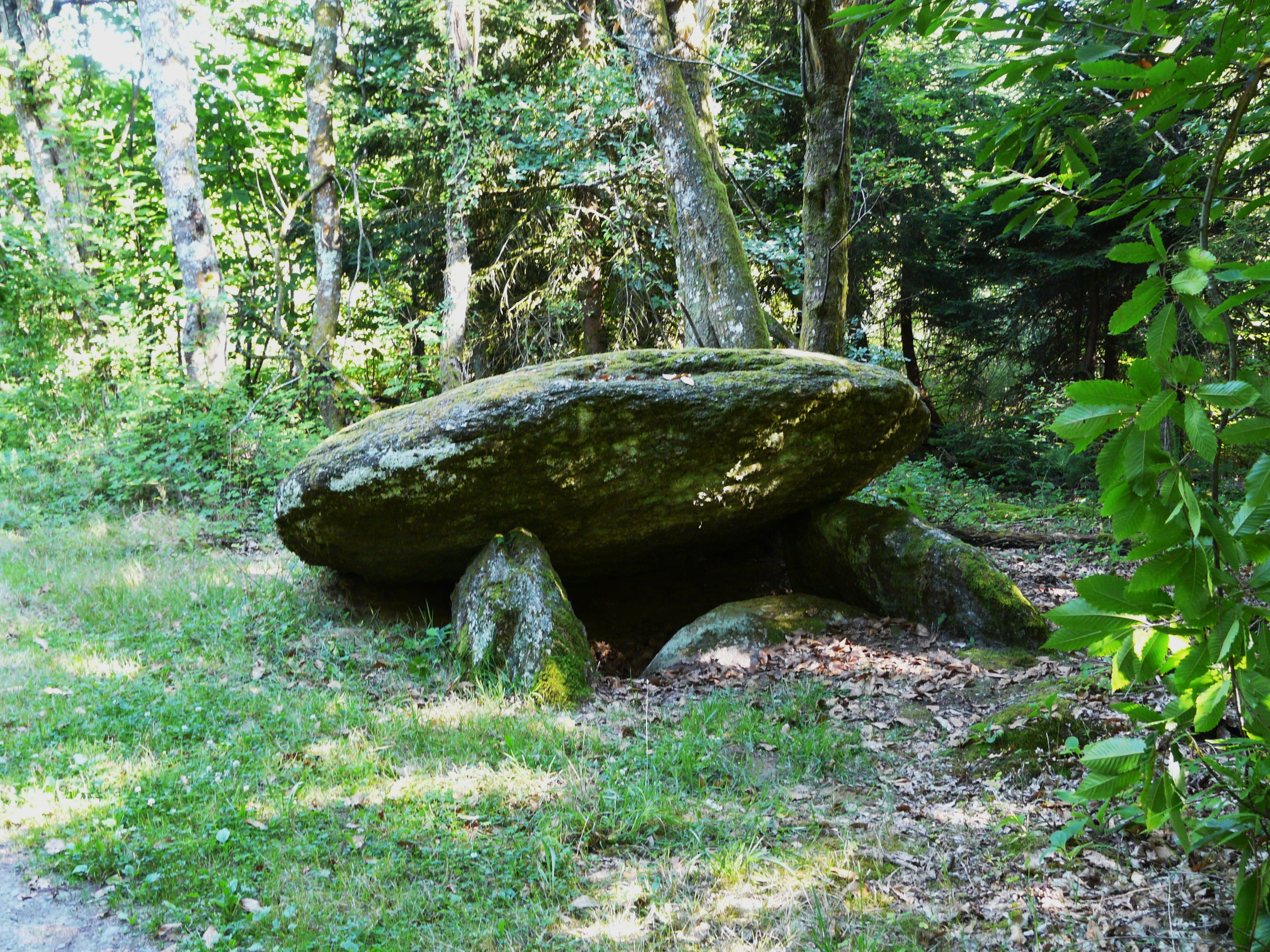
Dolmen von La Jalinie bei Saint-Jory-de-Chalais

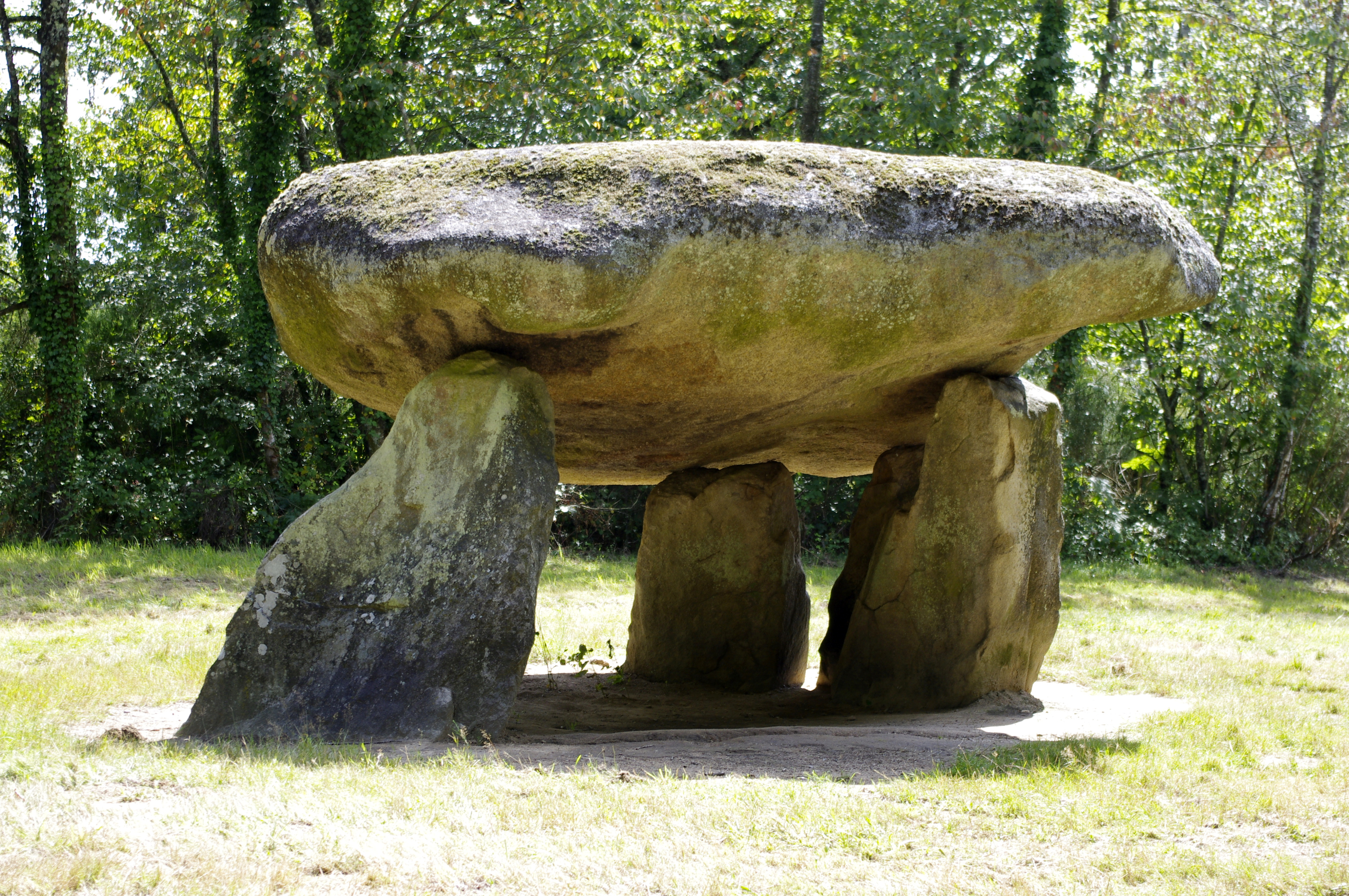
Dolmen von Chez-Moutaud in St-Auvent

Das Gebiet des Naturparks wurde schon seit dem Altpaläolithikum von Homo heidelbergensis und Neandertalern bewohnt. Mehr als 1200 bei Vayres gefundene Steinwerkzeuge und Abschläge belegen die Anwesenheit von Menschen ab 300.000 Jahre BP (Acheuléen) bis ins Neolithikum. Die zahlreichen bei Montoume (Gemeinde Chéronnac) entdeckten Überreste (mehr als 3000 Einzelfunde) belegen Mittelpaläolithikum, Jungpaläolithikum, Mesolithikum und Neolithikum. In diesem Zusammenhang sind auch die zahlreichen Abris, Grotten und Höhlen im Tal des Bandiat, der Dronne, der Nizonne, der Tardoire und des Trincou zu erwähnen, welche ab dem Moustérien bis ins Magdalenien genutzt wurden. Beispiele hierfür sind:
- Brouillaud bei La Tour-Blanche – Moustérien und Aurignacien
- Font-Bargeix bei La Chapelle-Montmoreau – Magdalenien
- Fronsac bei Vieux-Mareuil – Magdalenien
- Jovelle bei La-Tour-Blanche – Gravuren von Steinbock und Mammut – Périgordien?
- La Peyzie bei La Tour-Blanche – Magdalenien und Azilien
- La Tabaterie bei La Gonterie-Boulouneix, Abri aus dem Paläolithikum, leicht außerhalb des Parks
- Puyrignac bei Champeaux-et-la-Chapelle-Pommier
- Rebières bei Brantôme – mehrere Abris und Höhlen, liegen etwas außerhalb des Parks
- Villars – mit 30 Gravuren und Höhlenmalereien (Blaues Pferd, Steinböcke, von einem Bison angegriffener Jäger), 17.000 bis 15.000 v. Chr., frühes Magdalenien
- Sandougne bei La Tour-Blanche – Moustérien
- Teyjat – Gravuren von Bisons, Hirschen, Pferden und Rentieren – spätes Magdalenien, zirka 10.000 v. Chr.

Die neolithischen Fundstellen von Montoume und von Nouaillas bei Vayres (Siedlungsplätze im Freien) stammen von Ackerbauern, gefunden wurden hier beispielsweise geschliffene Steinbeile, Pfeilspitzen, Schaber und Wetzsteine aus Quarz oder metamorphem Schiefer.

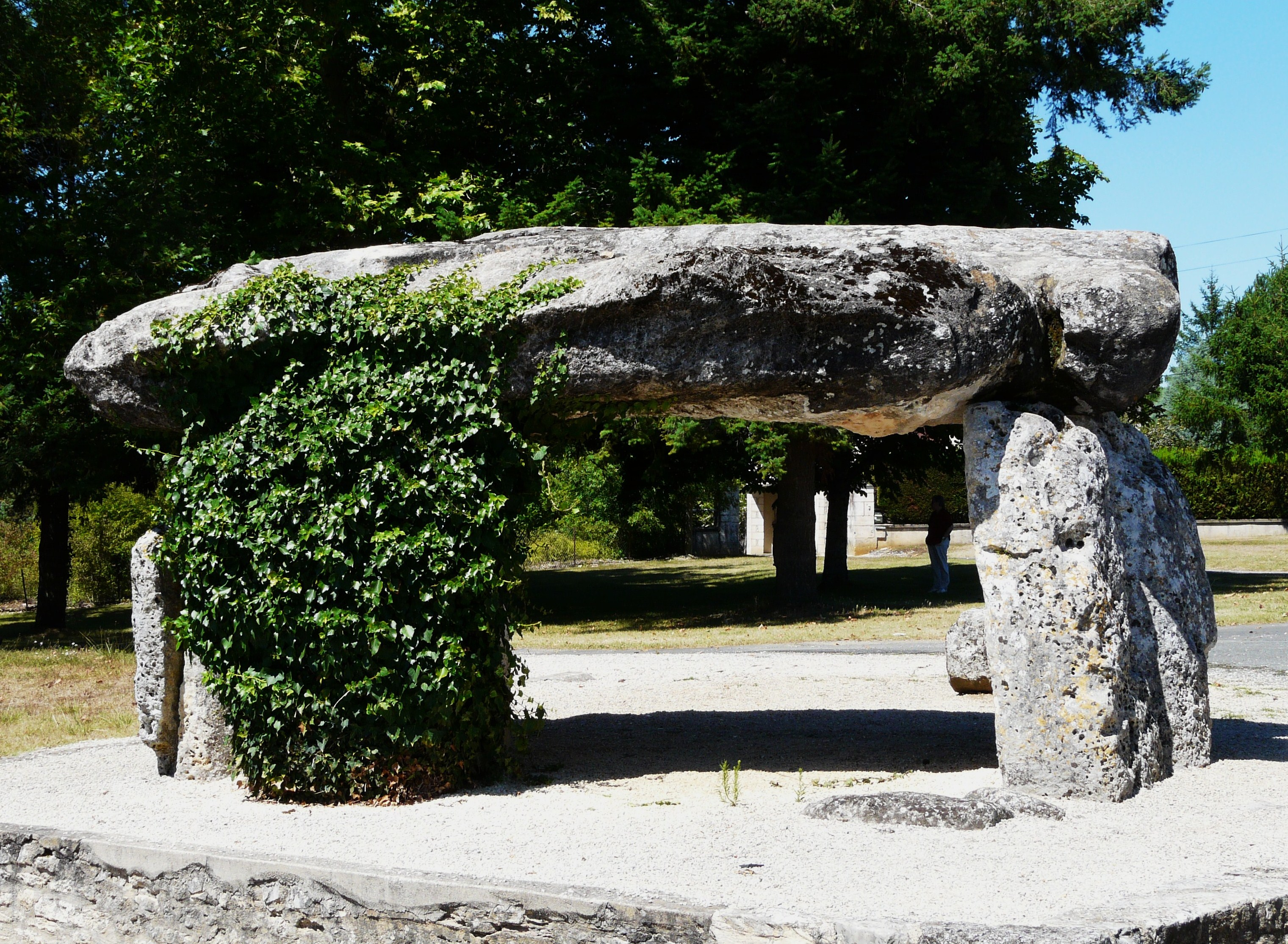
Dolmen von Peyrelevade bei Brantôme

Später dann wurden die ersten Dolmen und Menhire im Park errichtet. Beispiele für Dolmen sind:
- Caillou Blanc bei Rochechouart
- Dolmen von Chez Moutaud bei Saint-Auvent
- La Côte bei Saint-Laurent-sur-Gorre
- La Jalinie bei Saint-Jory-de-Chalais
- Dolmen de La Tamanie bei Oradour-sur-Vayres
- Le Fouret bei Condat-sur-Trincou
- Peyre d’Ermale bei Paussac-et-Saint-Vivien, etwas außerhalb des Parks
- Dolmen von Peyrelevade (Brantôme) bei Brantôme, etwas außerhalb des Parks
- Dolmen Peyre Levade bei Paussac-et-Saint-Vivien, etwas außerhalb des Parks
- Pierre Plate bei Veaubrunet, Gemeinde Teyjat – Reste

An Menhiren sind zu nennen:
- Chez-Moutaud bei Saint-Auvent
- Fixard bei Piégut-Pluviers
- Le Fouret bei Condat-sur-Trincou

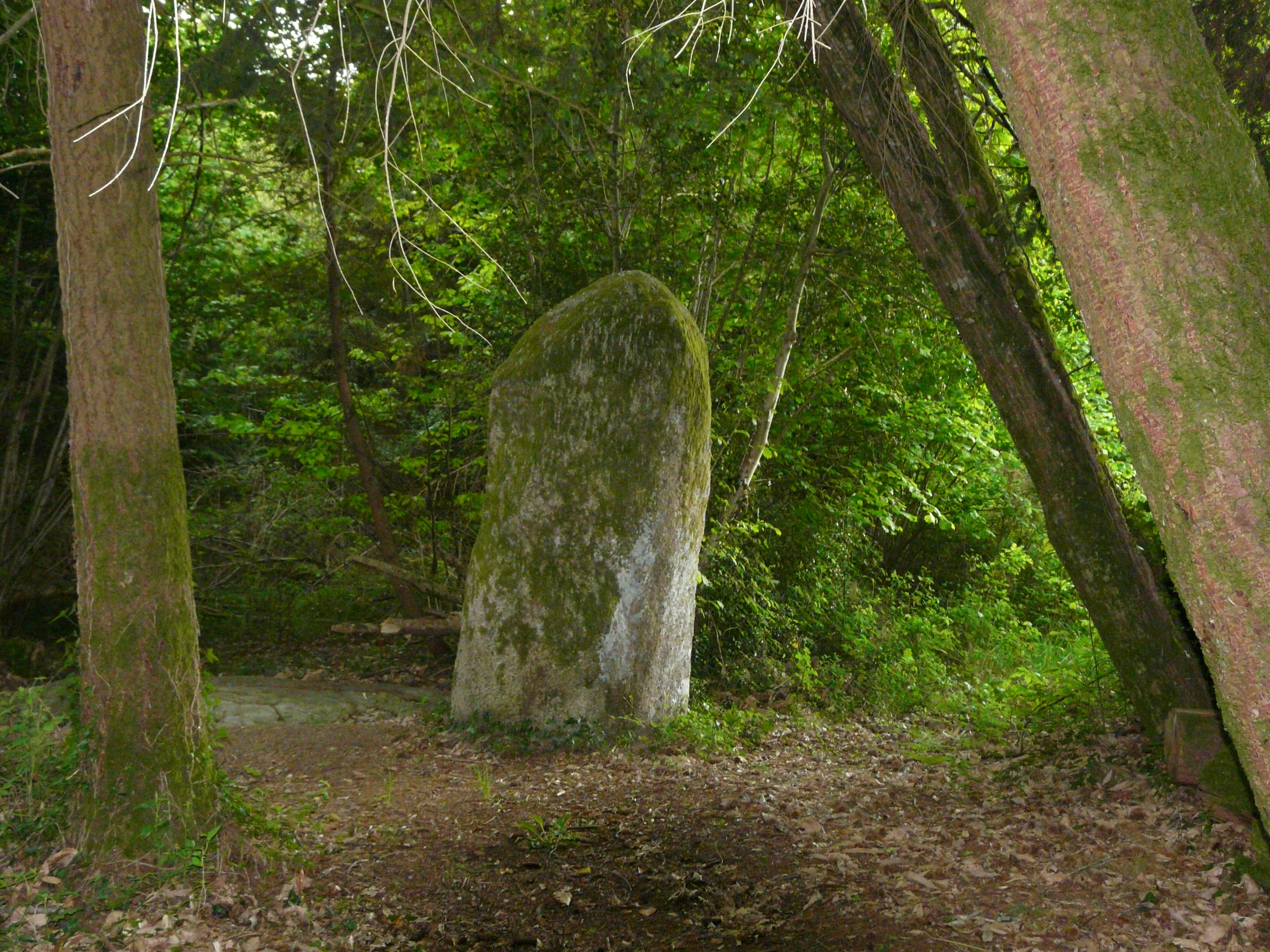
Menhir von Fixard

- Lescuyras bei Saint-Laurent-sur-Gorre
- Theil bei Gorre

Die Dolmen und Menhire wurden rund 3500 v. Chr. errichtet und werden der Artenac-Kultur zugeschrieben. Sie werden von zahlreichen Steinwerkzeugen wie Messer, Pfeilspitzen und Wetzsteinen begleitet. Auch undekorierte und dekorierte Keramikreste treten auf.
Die bronzezeitliche Anlage bei Chalat nahe Vayres hat bisher nur unbedeutende Reste preisgegeben.
Die Frühe Eisenzeit zwischen 700 und 450 v. Chr. ist durch mehrere Grabhügel und eine Nekropole belegt. Beispiele hierfür sind:
- Champ-des-Mottes bei Oradour-sur-Vayres.
- Lascaux bei Saint-Cyr.
- La Motte bei Rochechouart (Grabhügel-Nekropole).

Als Grabbeigaben wurden Eisenfibeln und -messer gefunden, die sich zusammen mit der Asche der Verstorbenen in geometrisch verzierten Urnen befanden.

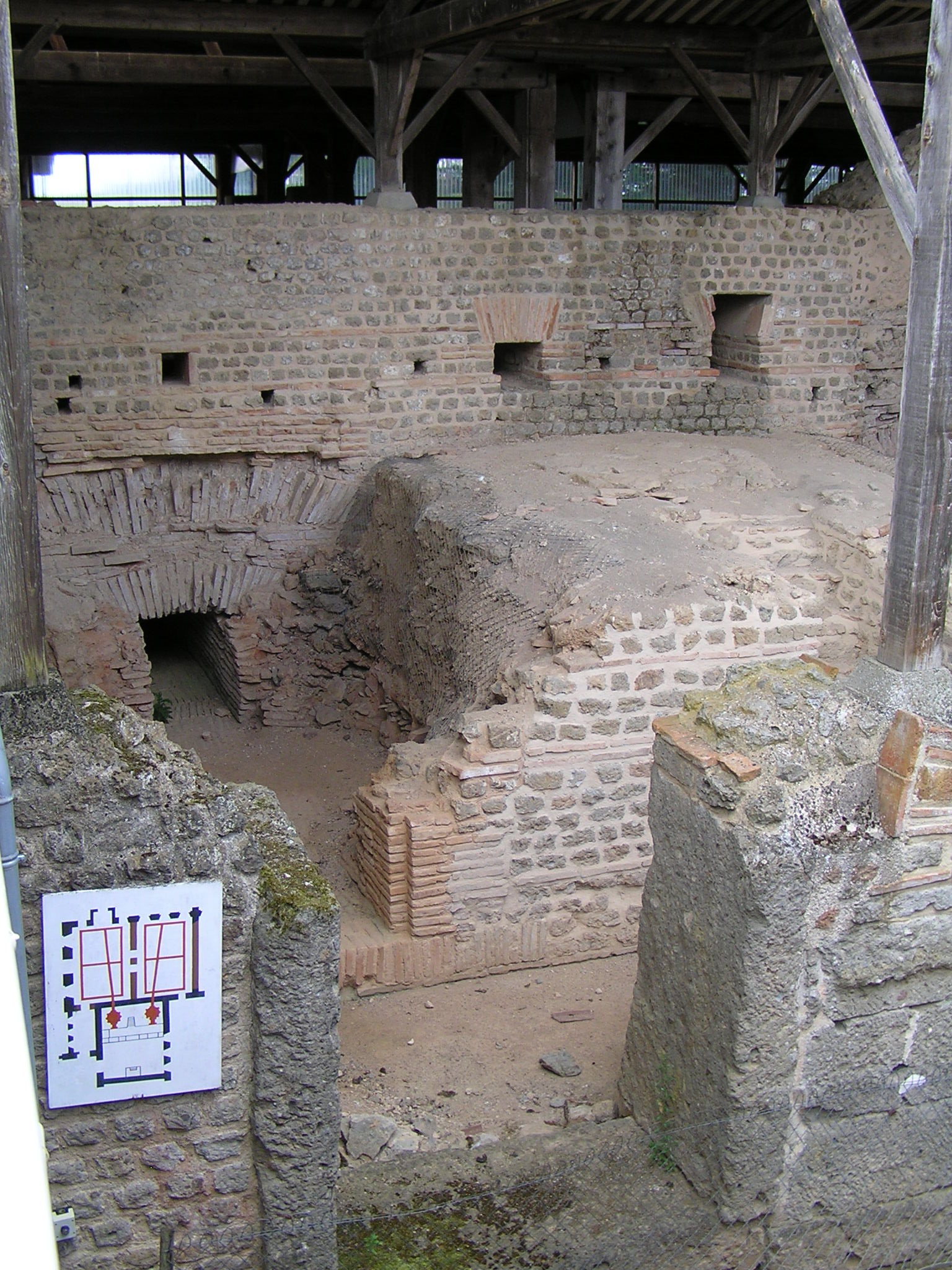
Die Thermen von Chassenon

Aus der Römerzeit stammt eine Villa bei Nontronneau in der Nähe von Nontron. Eine Sehenswürdigkeit ist der Thermenkomplex von Cassinomagus bei Chassenon im Département Charente, der aber bereits etwas außerhalb vom Territorium des Naturparks liegt. Der Naturpark wird außerdem von der Römerstraße Via Agrippa (Limoges – Saintes) durchquert.
In die Merowingerzeit (6. Jahrhundert) geht eine Nekropole bei  La Blancherie zurück (Gemeinde Paussac-et-Saint-Vivien, leicht außerhalb des Parks).

## Sehenswürdigkeiten
- Im Département Charente: Die Stauseen Lac de Lavaud und Lac du Mas Chaban.
- Im Département Dordogne: das Schloss Richemont in Saint-Crépin-de-Richemont, Nontron, der Saut du Chalard bei Champs-Romain, das Schloss Jumilhac, der Turm zu Piégut, die Burg Les Bernardières bei Champeaux-et-la-Chapelle-Pommier, die Kirche Notre-Dame-de-la-Nativité in Bussière-Badil, die Burg Mareuil in Mareuil und die Abtei Saint-Pierre de Brantôme in Brantôme.
- Im Département Haute-Vienne: die Burg Montbrun in Dournazac, das Schloss Rochechouart in Rochechouart, die Burgruine Les Cars von Les Cars, das Schloss Brie bei Champagnac-la-Rivière, die beiden Burgen von Châlus – Burg Châlus-Chabrol und Burg Châlus-Maulmont, die Kirche St-Eutrope von Les Salles-Lavauguyon, die Kirche von Flavignac mit Reliquienschrein und der Stausee von Bussière-Galant.

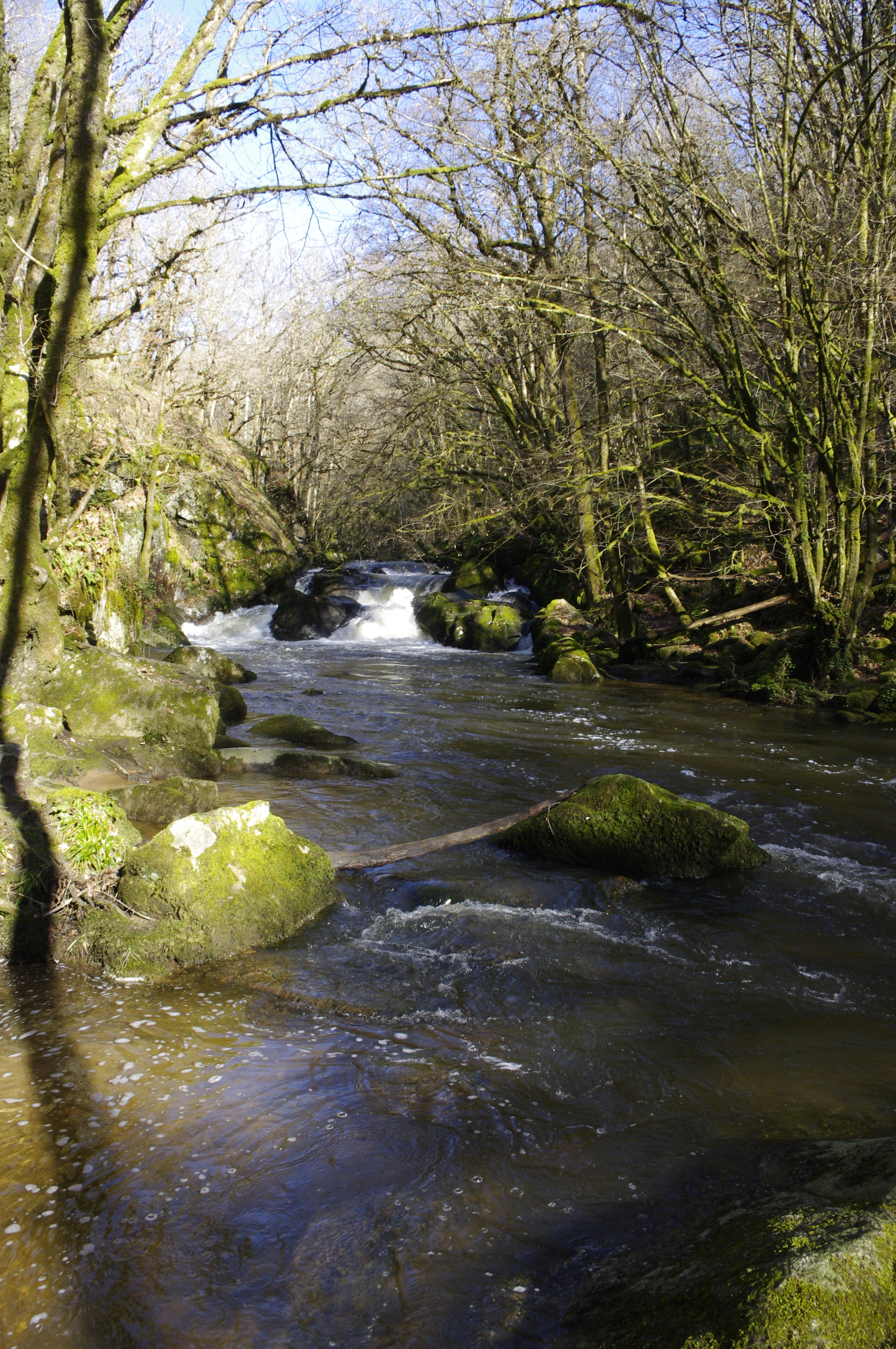
Der Saut du Chalard – Stromschnellen der Dronne bei Champs-Romain
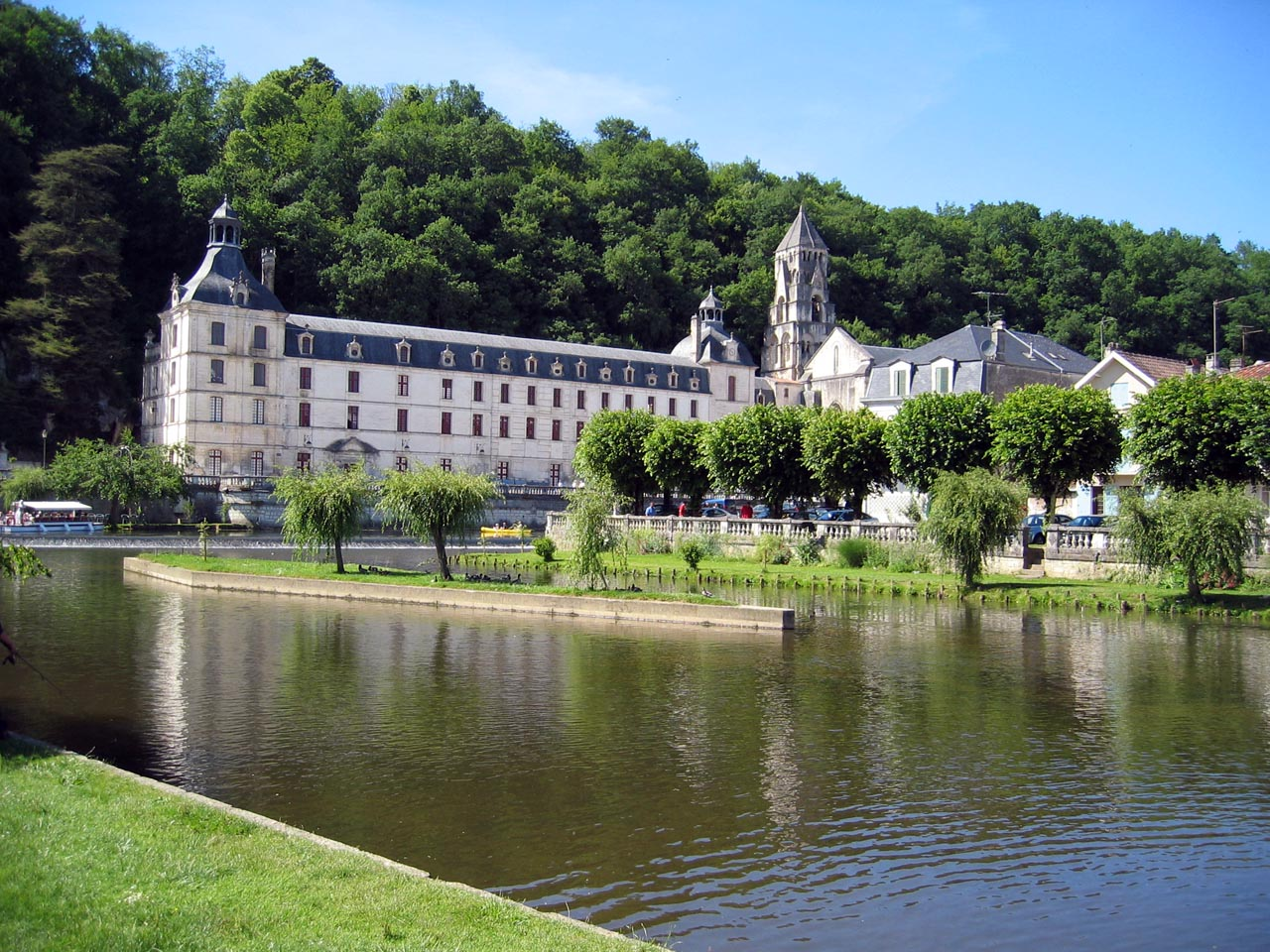
Abtei Saint-Pierre-de-Brantôme in Brantôme
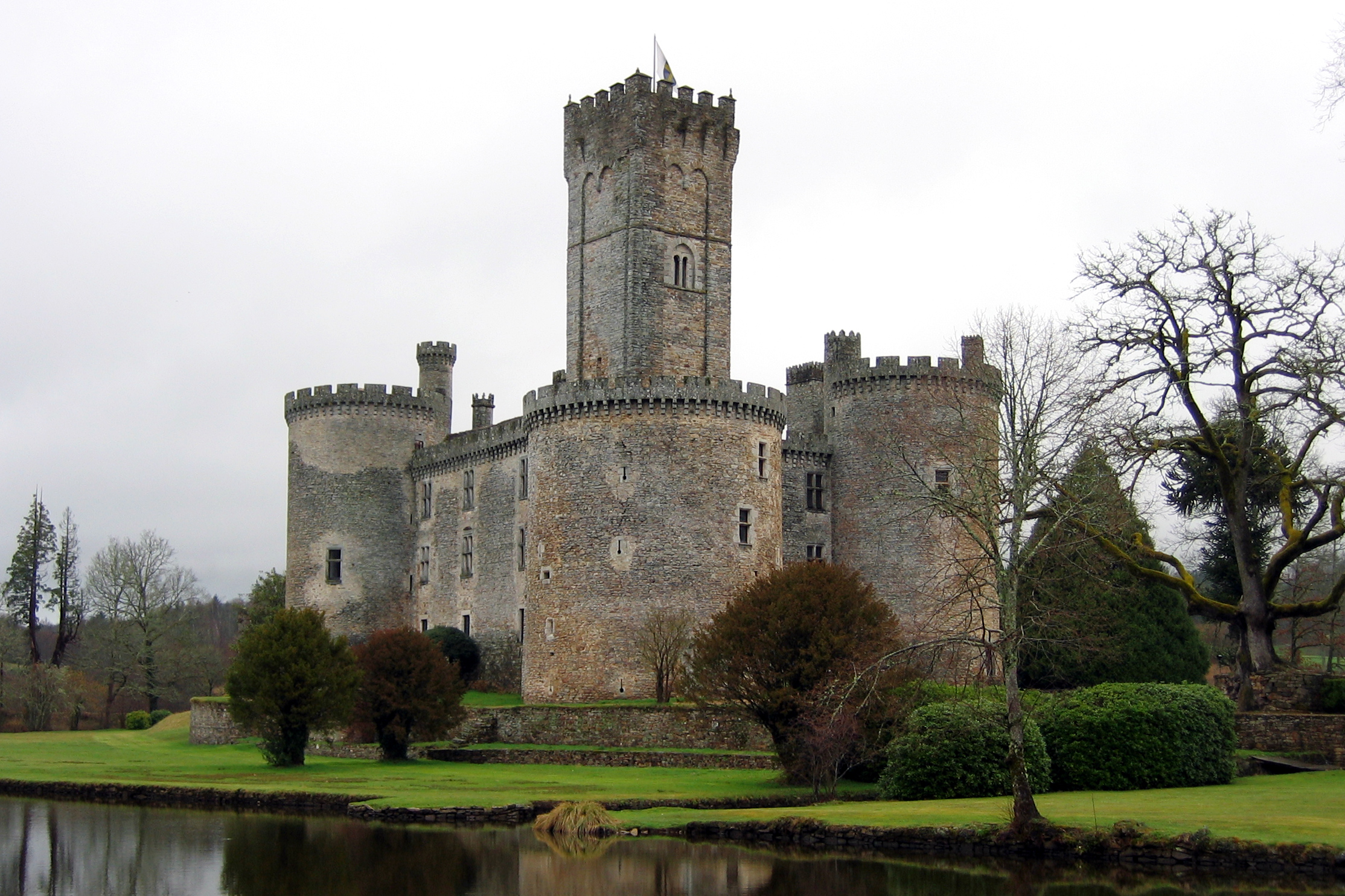
Burg Montbrun bei Dournazac
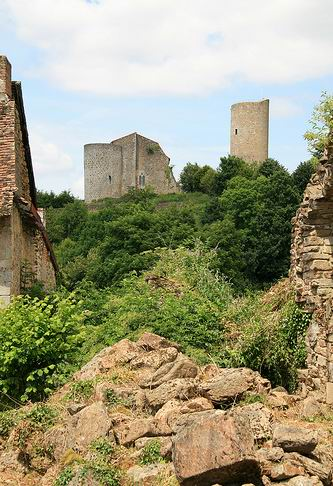
Burg Châlus-Chabrol in Châlus
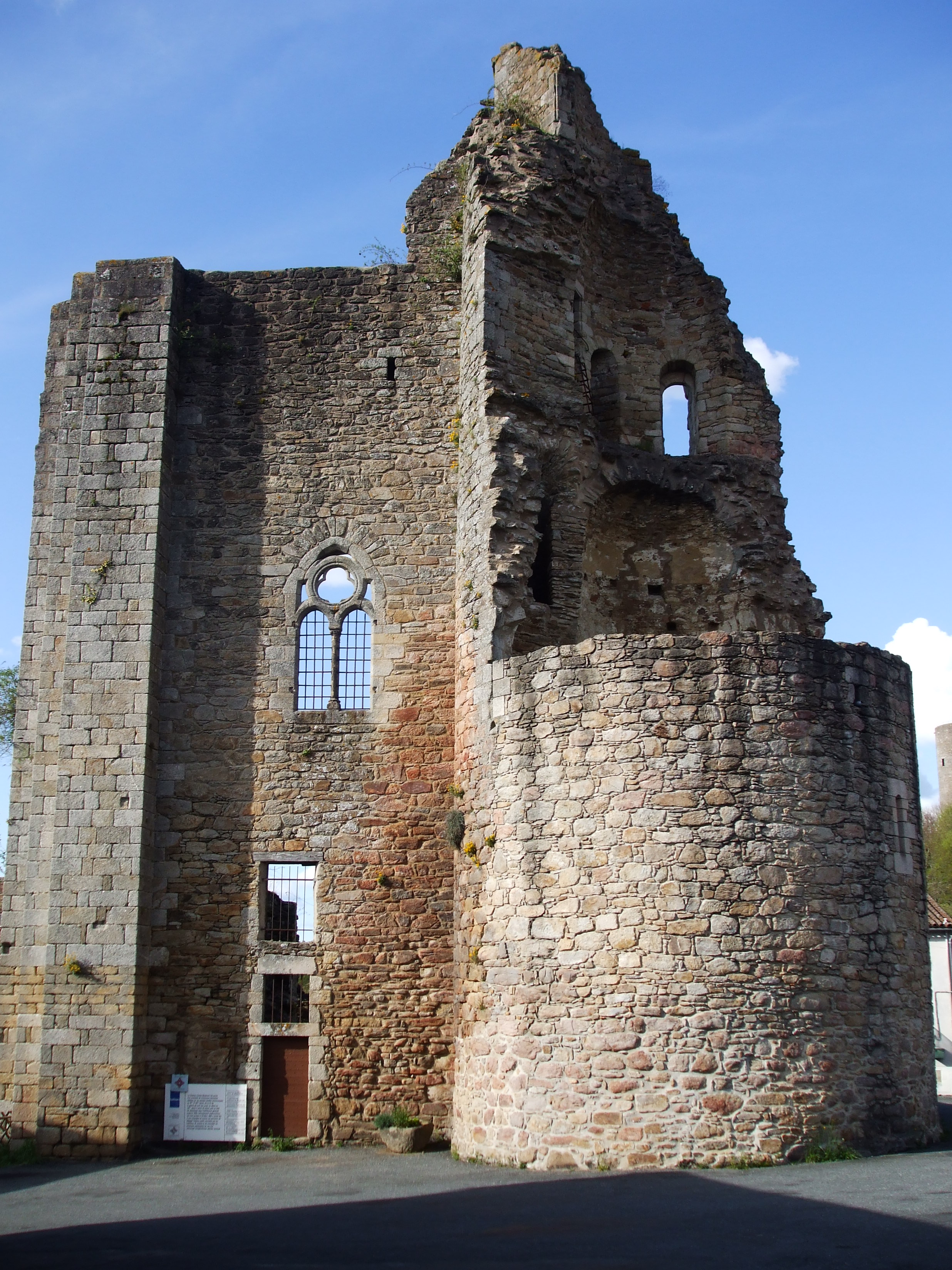
Burg Châlus-Maulmont in Châlus
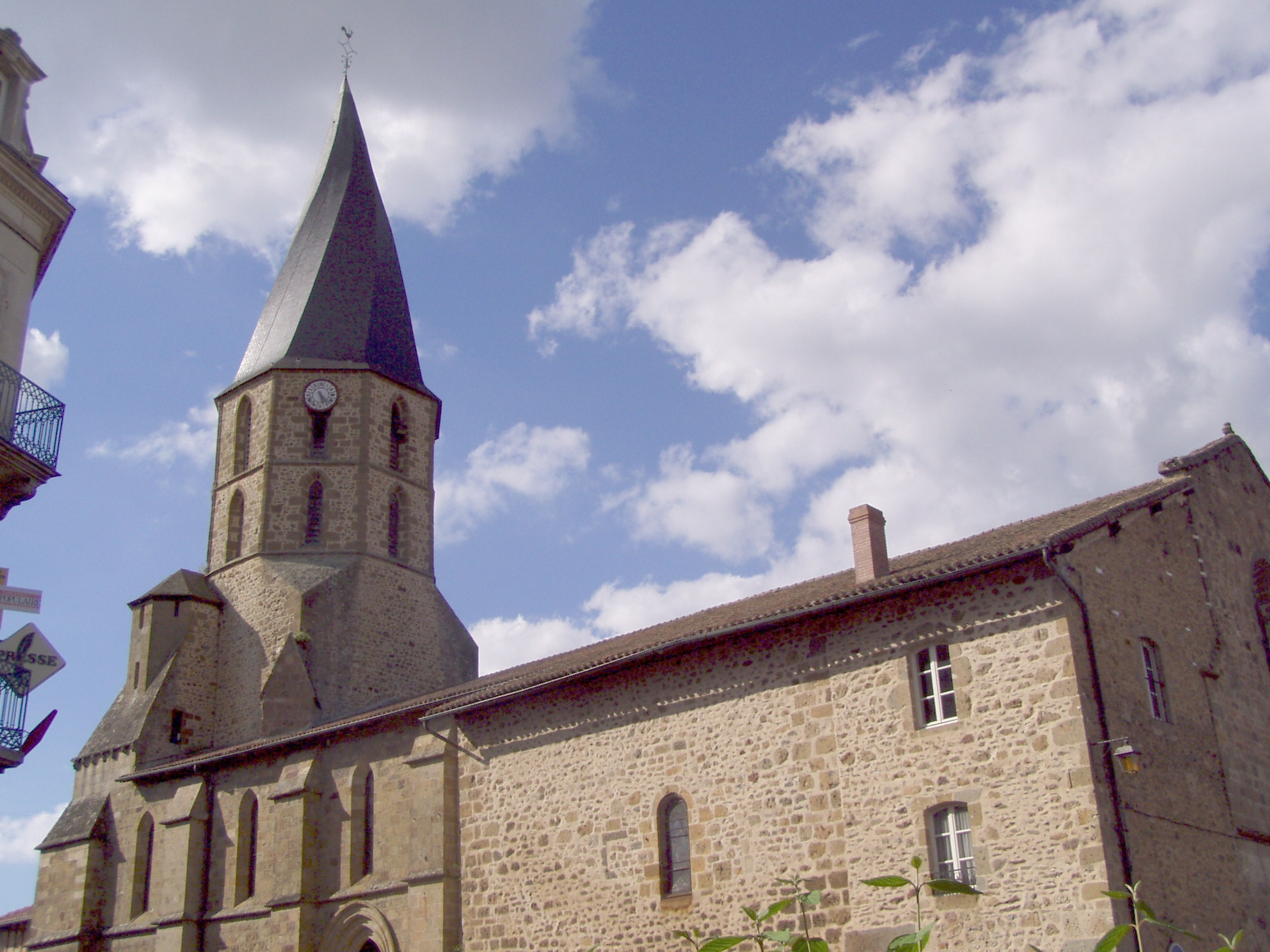
Kirche Saint-Sauveur in Rochechouart
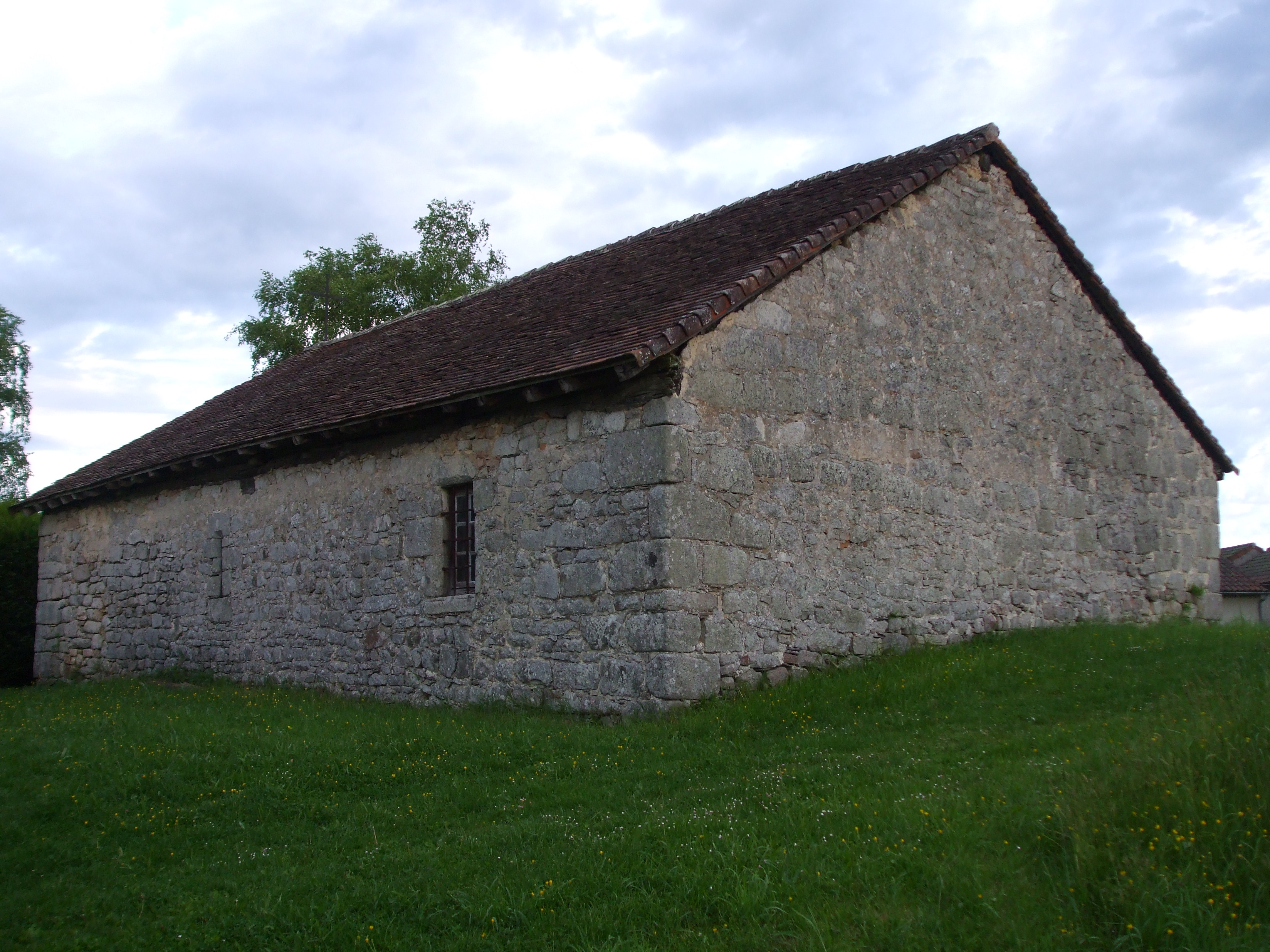
Kapelle von Courbefy unweit des höchsten Punkts im Naturpark bei Bussière-Galant
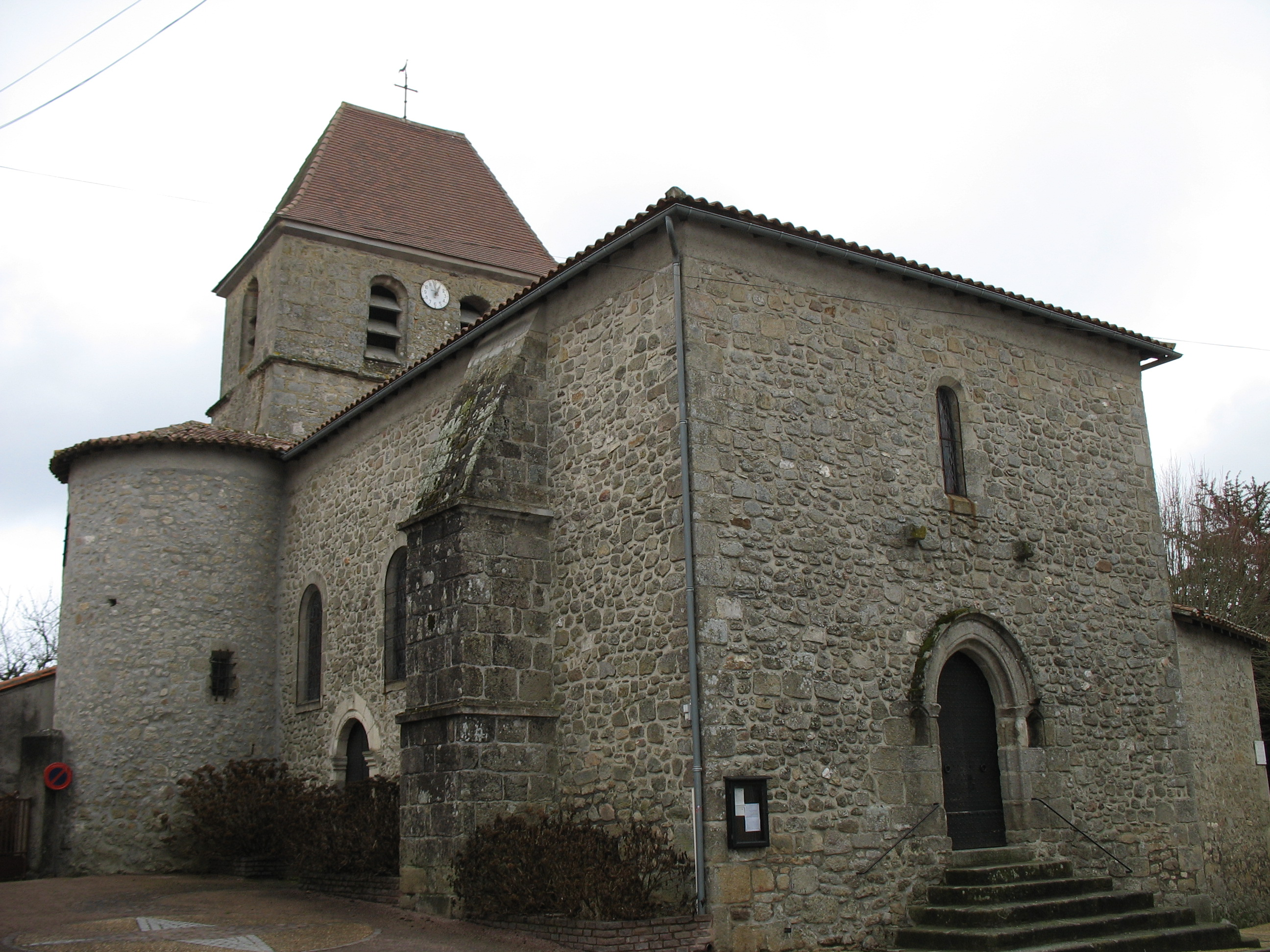
Kirche von Saint-Saud-Lacoussière
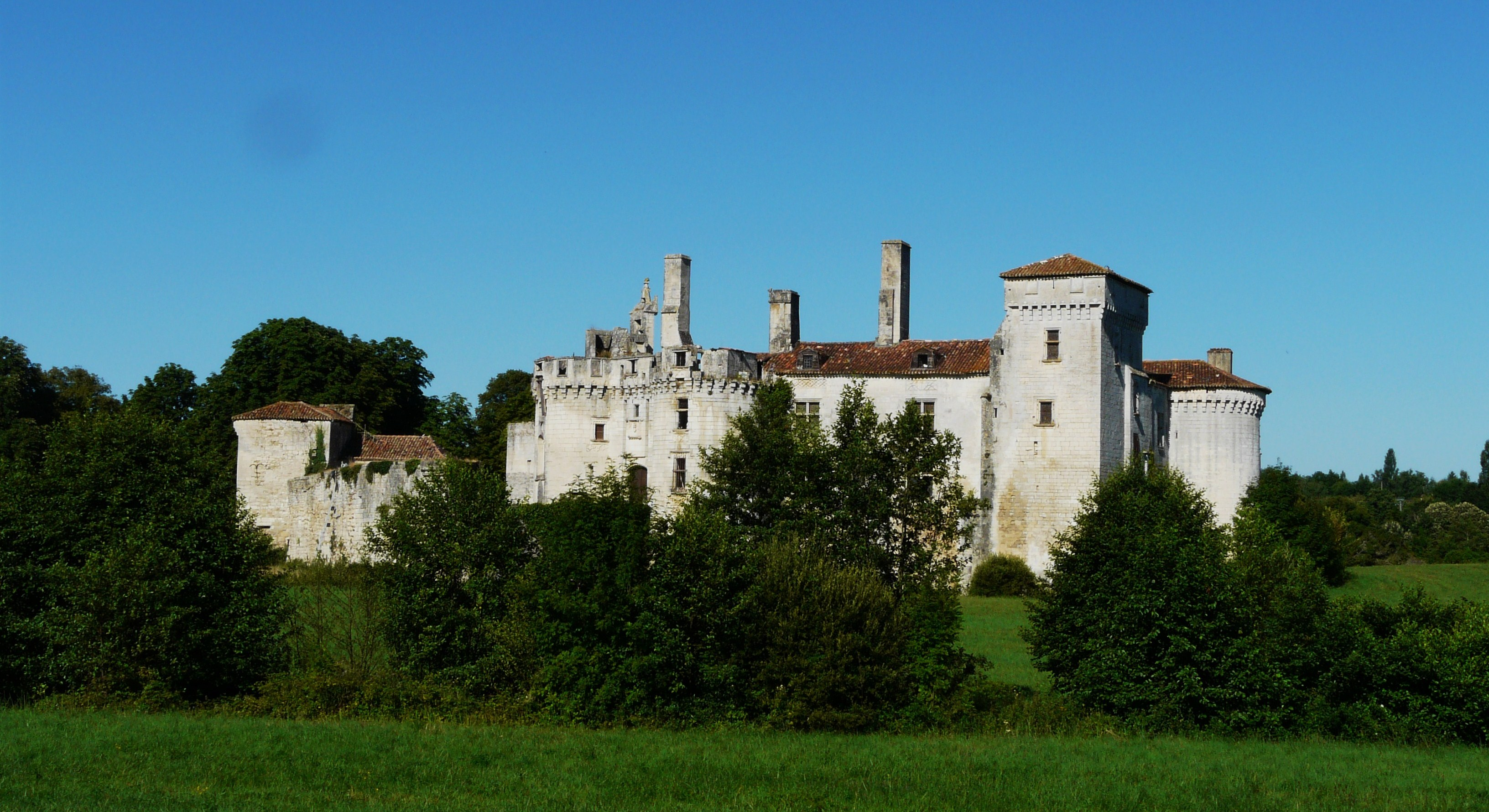
Schloss Mareuil
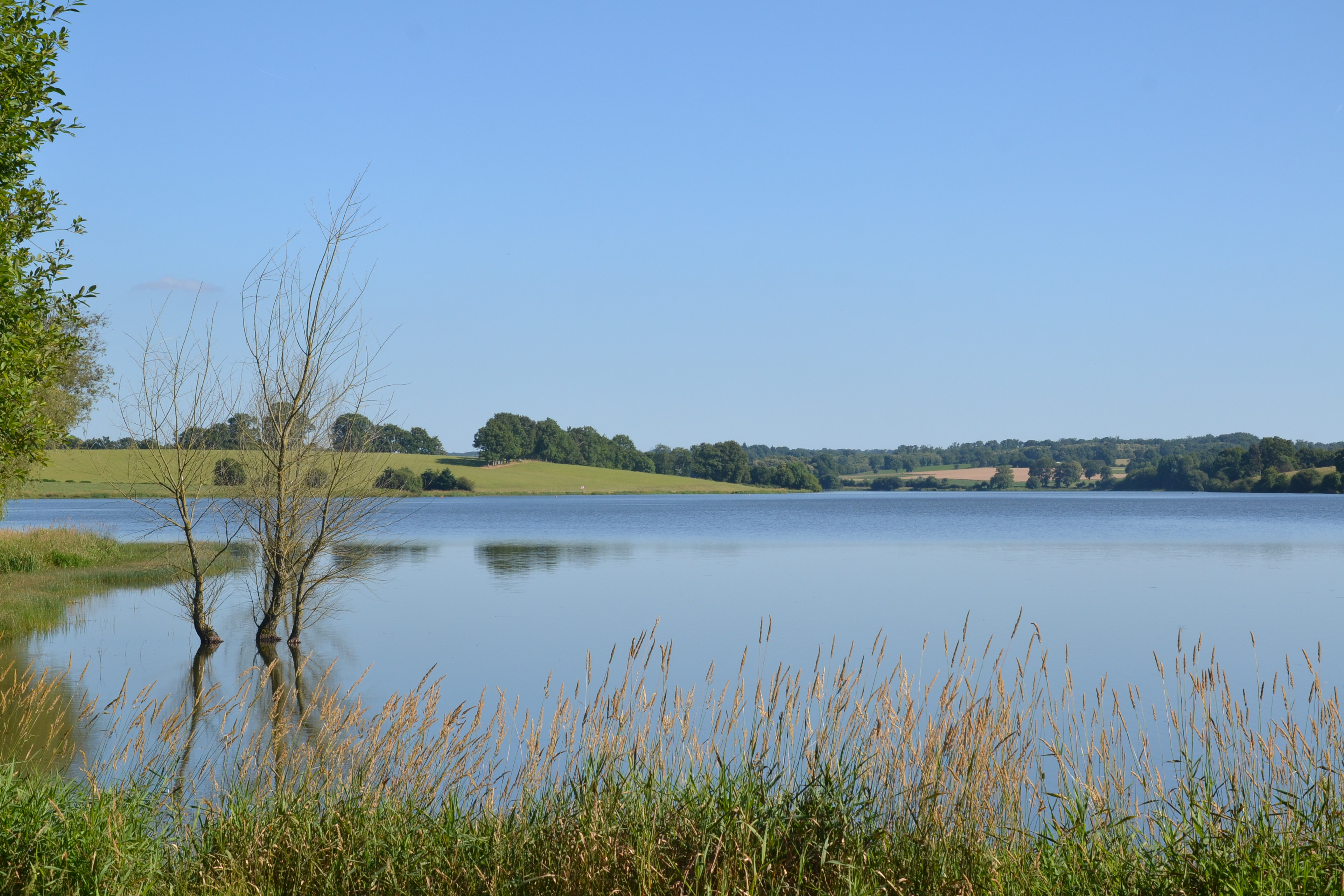
Stausee Lac de Lavaud
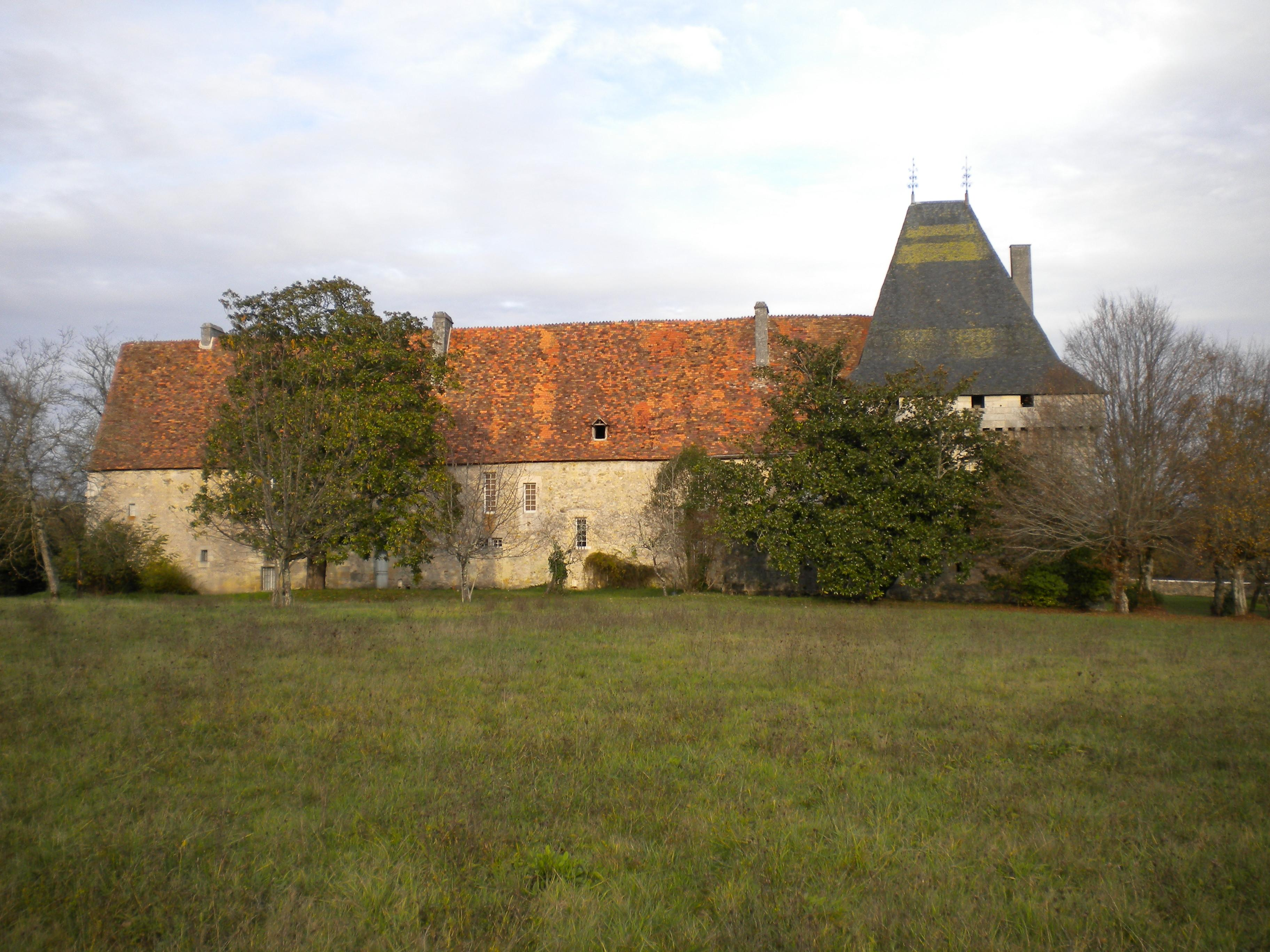
Schloss Château de Richemont in Saint-Crépin-de-Richemont
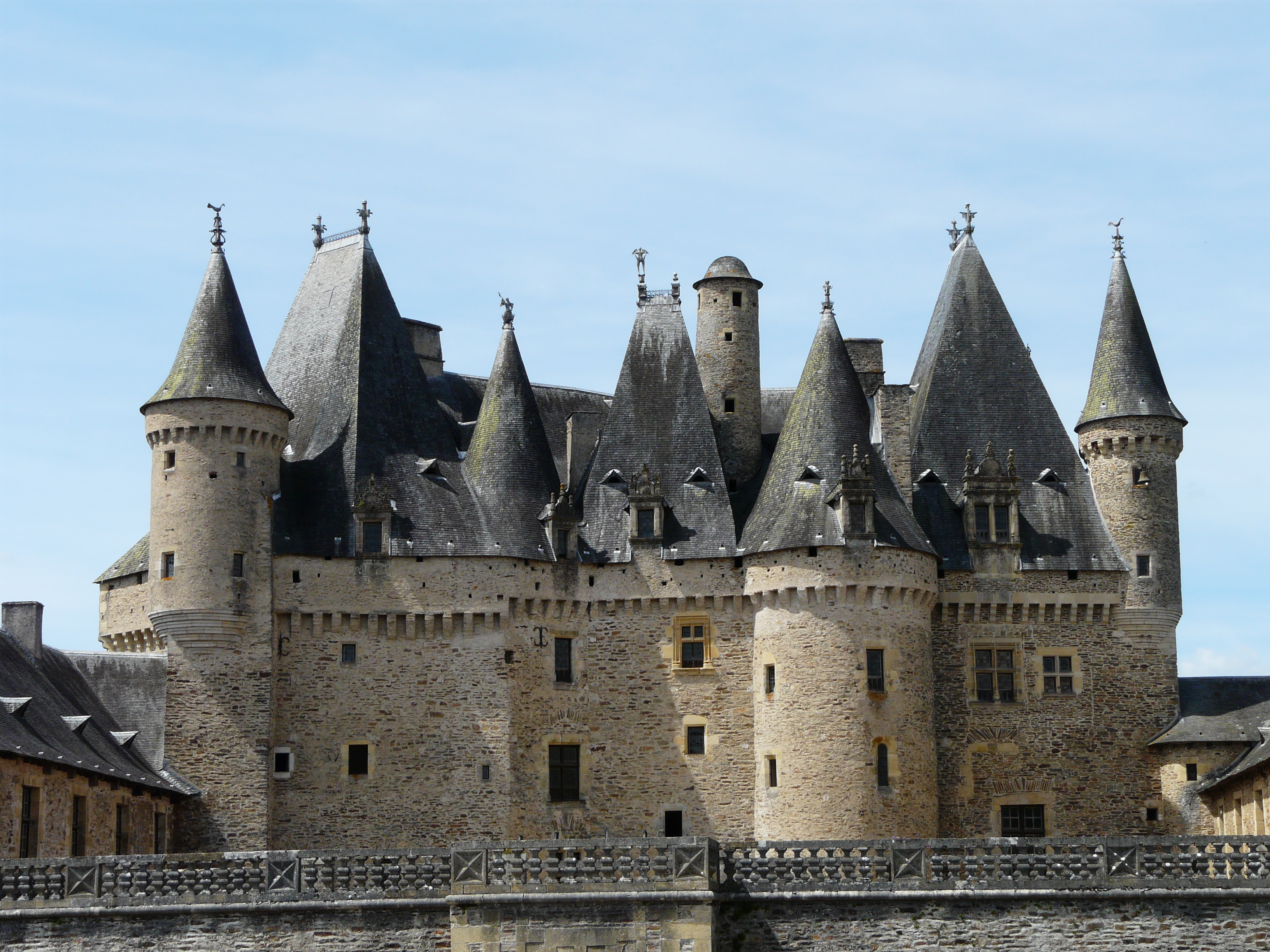
Schloss Jumilhac in Jumilhac-le-Grand
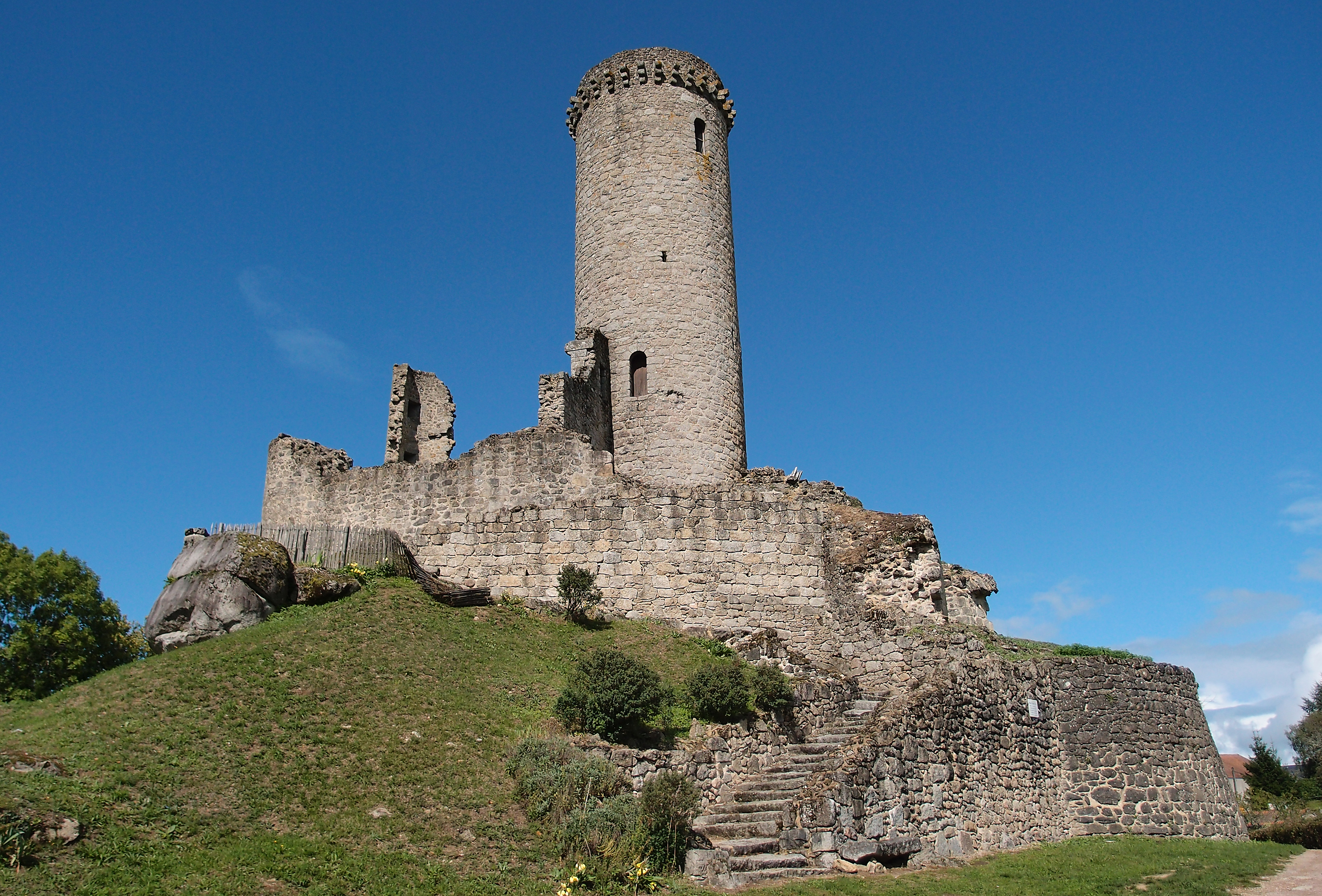
Turm von Piégut
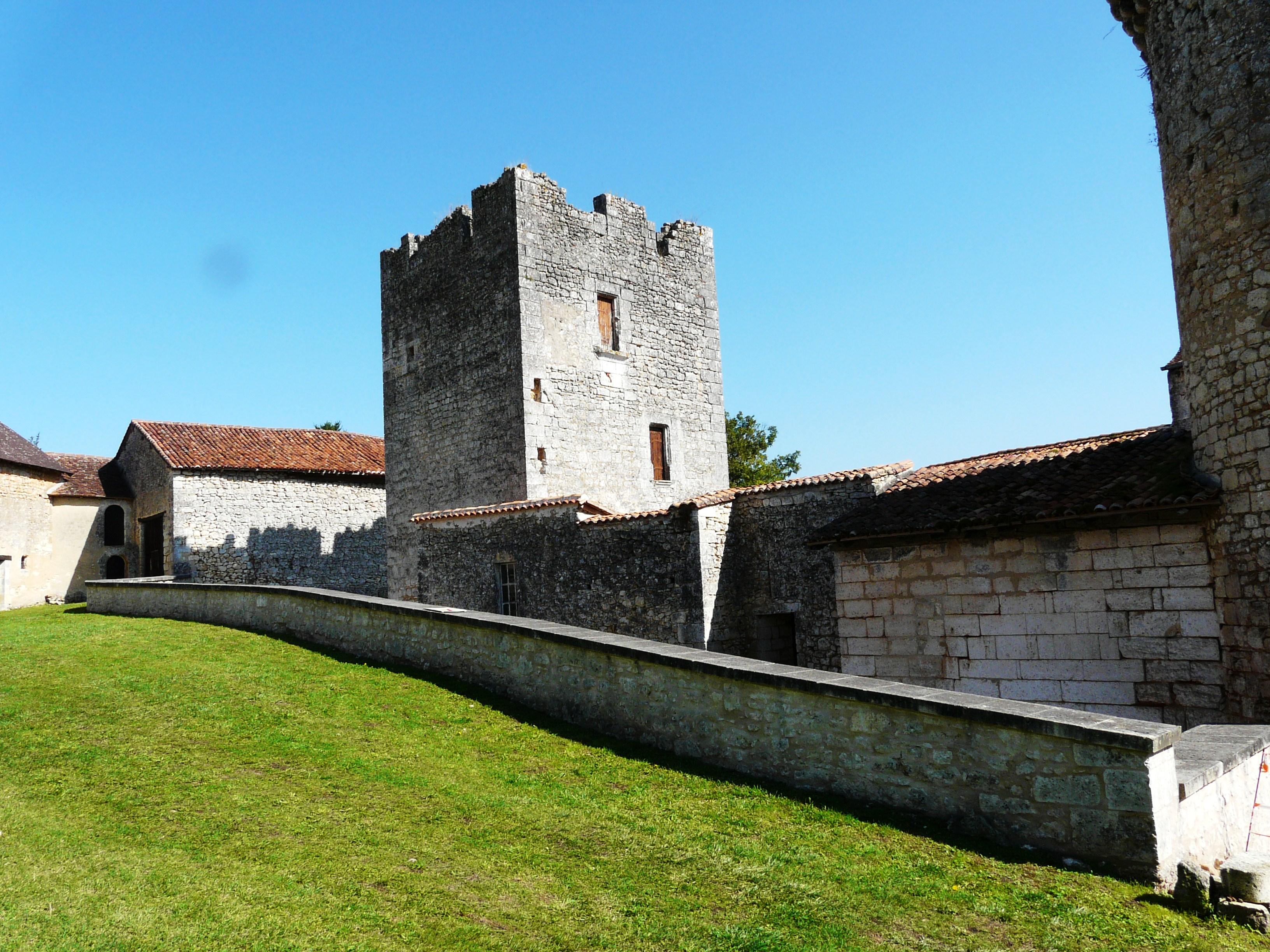
Burg Les Bernardières bei Champeaux-et-la-Chapelle-Pommier
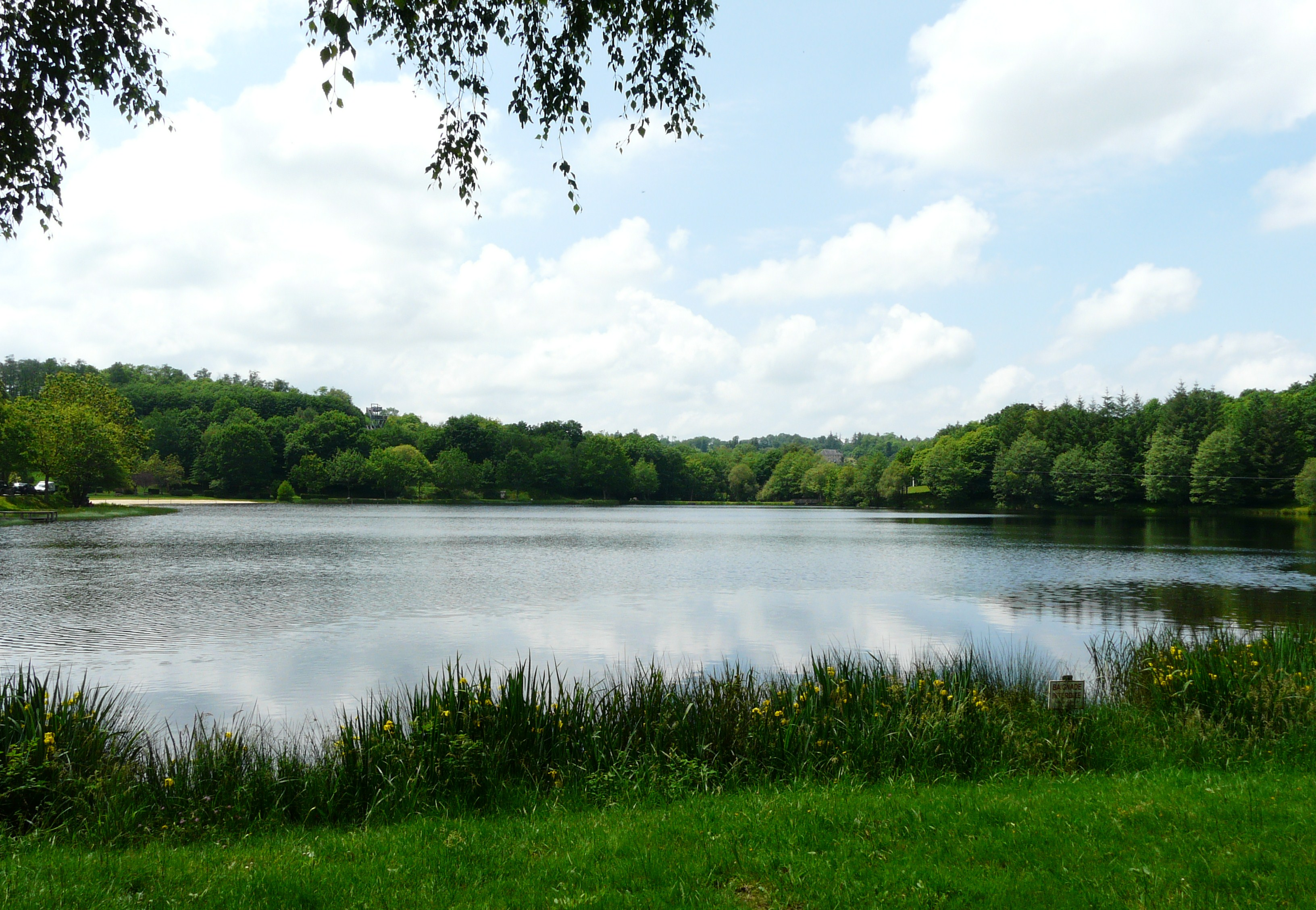
Stausee von Bussière-Galant
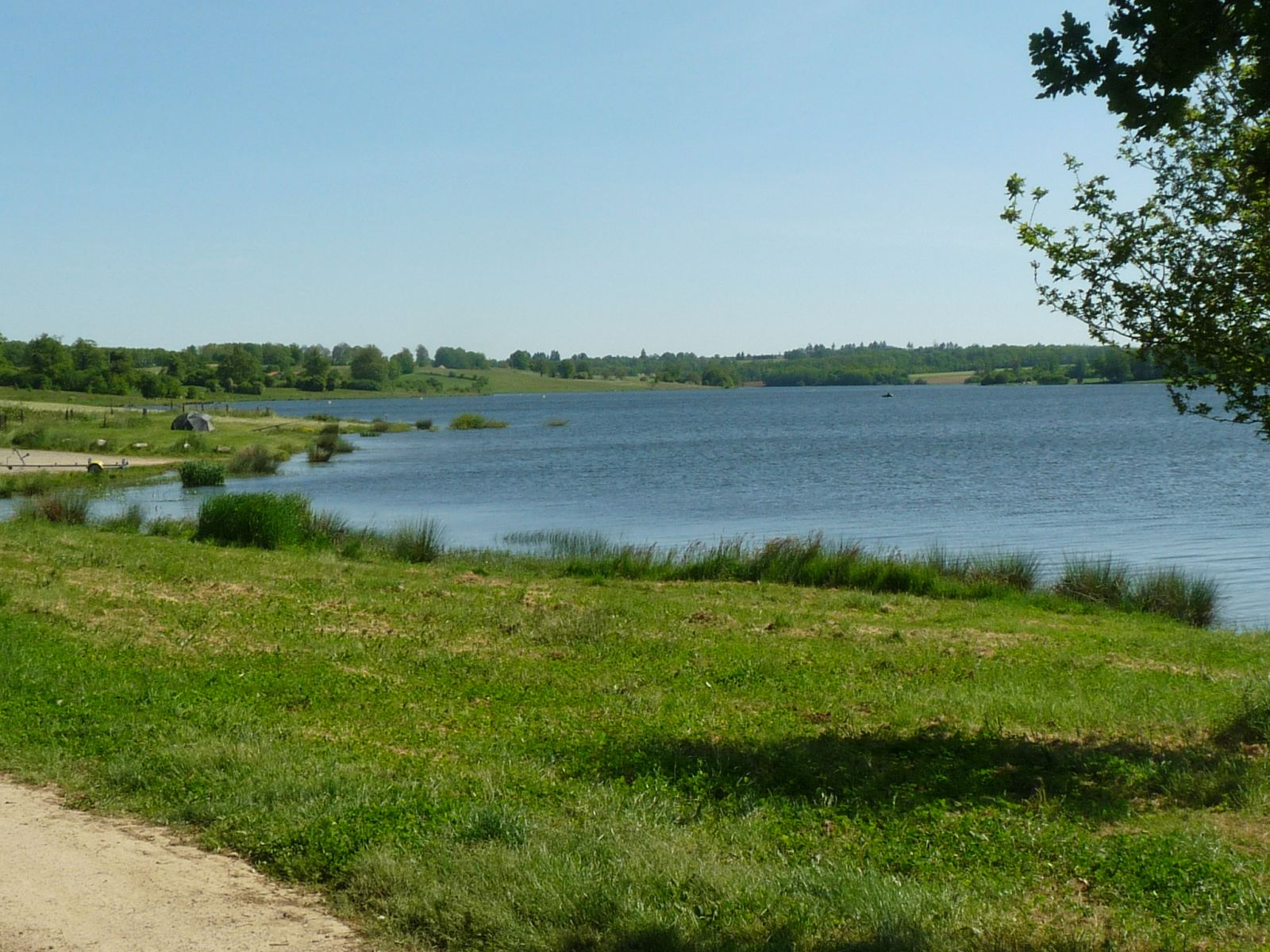
Stausee Lac du Mas Chaban
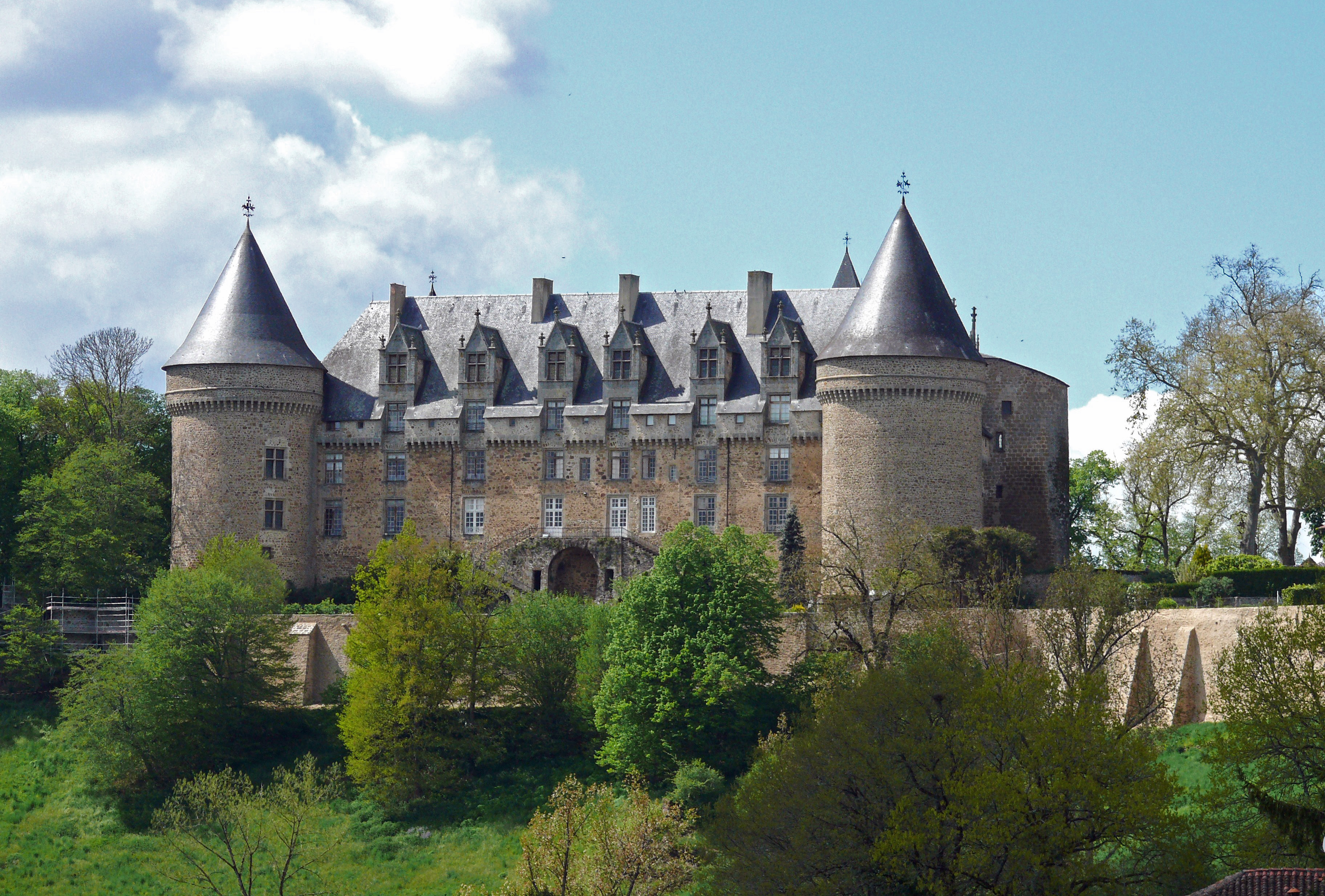
Schloss Rochechouart in Rochechouart
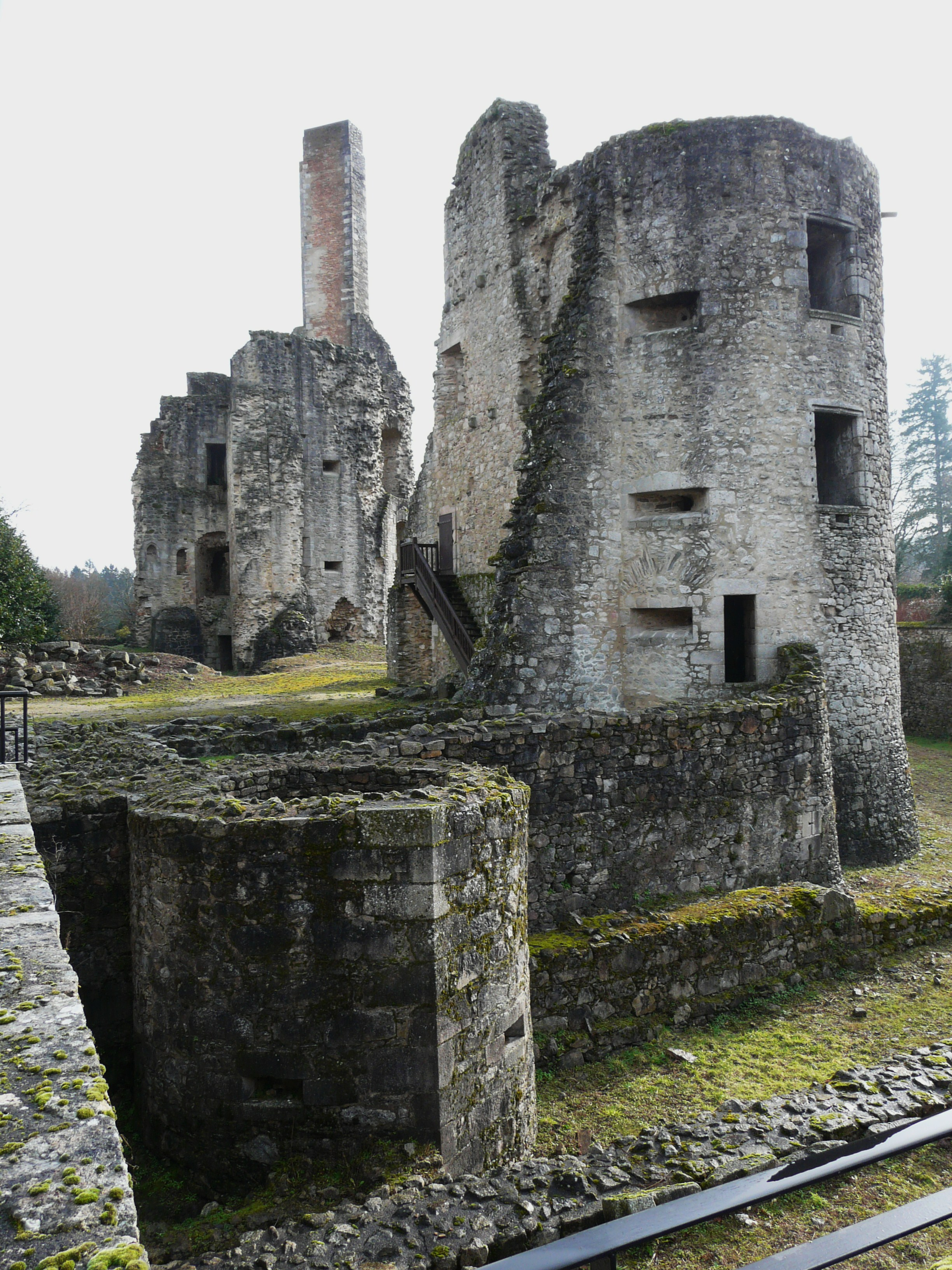
Burg Les Cars in Les Cars
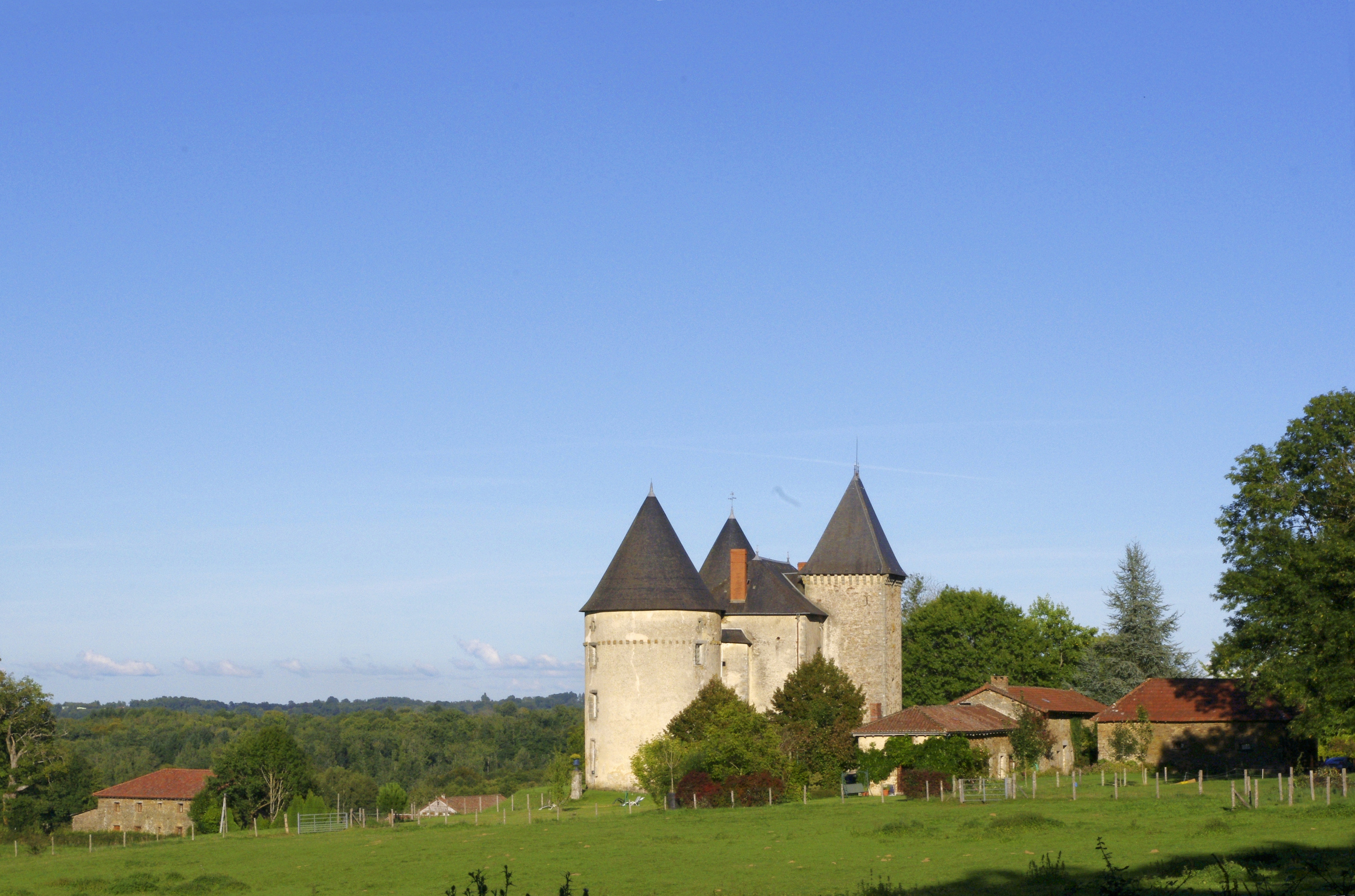
Schloss Brie bei Champagnac-la-Rivière
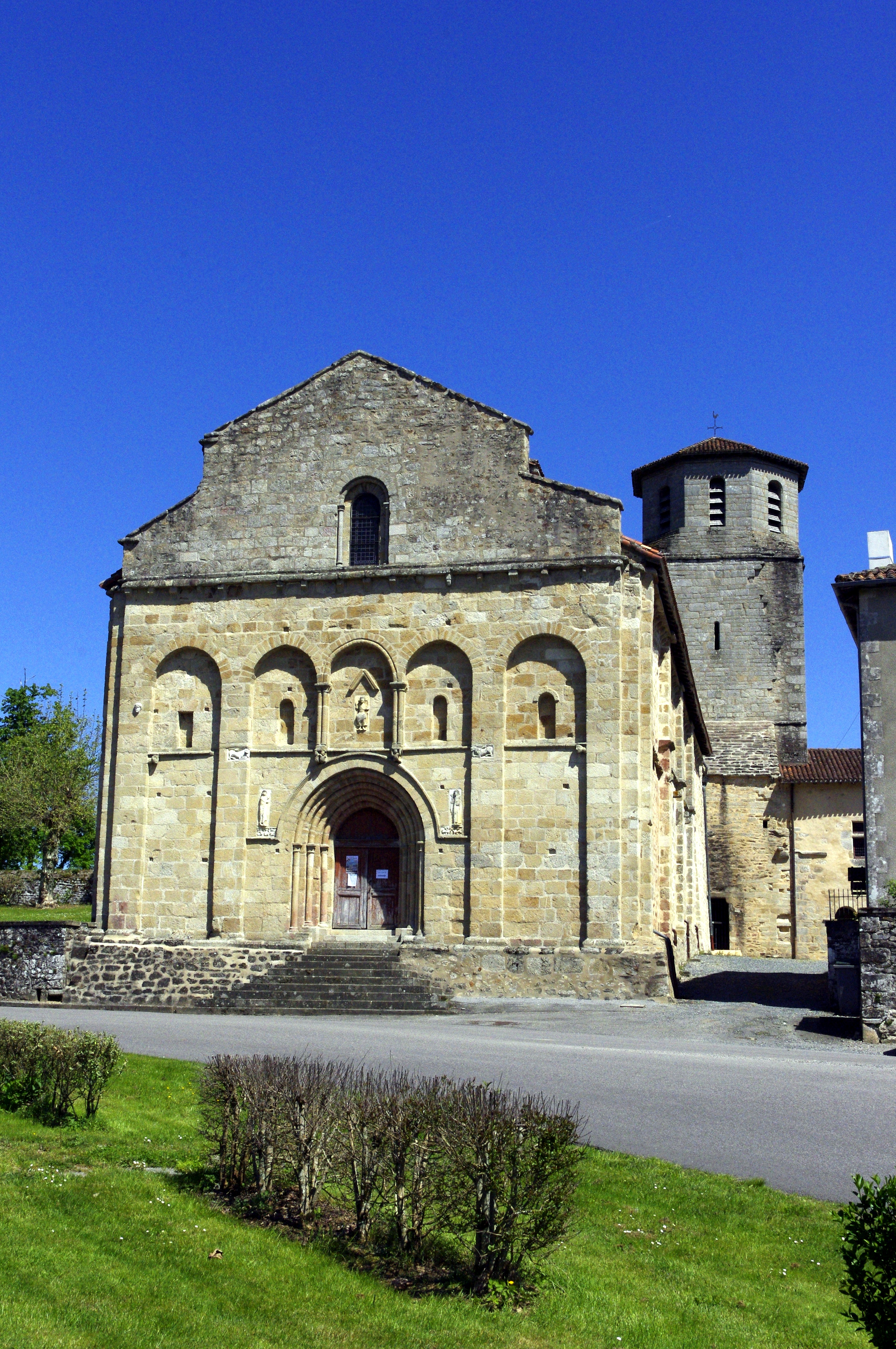
Kirche St-Eutrope in Les Salles-Lavauguyon
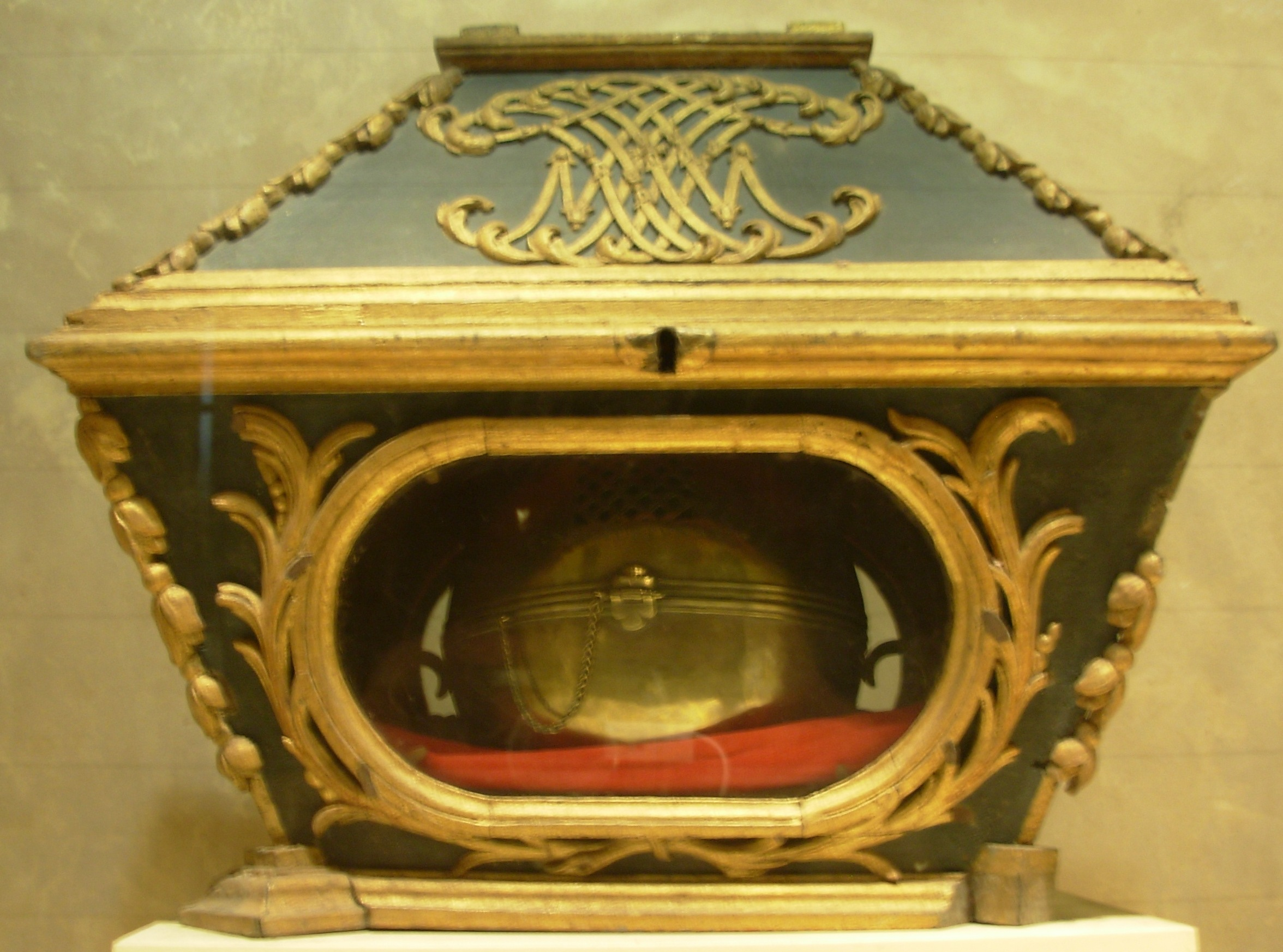
Schatztruhe von Flavignac